# Lista över fornlämningar i Västerås kommun (Björksta)
Lista över fornlämningar i Västerås kommun (Björksta) är en förteckning av ett urval av de fornlämningar som finns i Björksta i Västerås kommun.
| Namn                            | Lämningstyp                      | Tillkomsttid | Historisk indelning   | Plats         | Läge                 | ID-nr          | Bild                                      |
| ------------------------------- | -------------------------------- | ------------ | --------------------- | ------------- | -------------------- | -------------- | ----------------------------------------- |
| Björksta 3:2                    | Hällristning                     |              | Björksta, Västmanland |               | 59.665576, 16.831715 | 10227600030002 | Ladda upp en bild av detta fornminne      |
| Björksta 3:3                    | Hällristning                     |              | Björksta, Västmanland |               | 59.665523, 16.831512 | 10227600030003 | Ladda upp en bild av detta fornminne      |
| Björksta 5:1                    | Hällristning                     |              | Björksta, Västmanland |               | 59.668128, 16.827751 | 10227600050001 | Ladda upp en bild av detta fornminne      |
| Björksta 5:2                    | Hällristning                     |              | Björksta, Västmanland |               | 59.668071, 16.827924 | 10227600050002 | Ladda upp en bild av detta fornminne      |
| Björksta 7:2                    | Stensättning                     |              | Björksta, Västmanland |               | 59.669739, 16.828731 | 10227600070002 | Ladda upp en bild av detta fornminne      |
| Björksta 7:5                    | Hällristning                     |              | Björksta, Västmanland |               | 59.669737, 16.828450 | 10227600070005 | Ladda upp en bild av detta fornminne      |
| Björksta 9:2                    | Hällristning                     |              | Björksta, Västmanland |               | 59.667723, 16.836333 | 10227600090002 | Ladda upp en bild av detta fornminne      |
| Björksta 9:3                    | Hällristning                     |              | Björksta, Västmanland |               | 59.667815, 16.836579 | 10227600090003 | Ladda upp en bild av detta fornminne      |
| Björksta 10:1                   | Hög                              |              | Björksta, Västmanland |               | 59.671034, 16.835289 | 10227600100001 | Ladda upp en bild av detta fornminne      |
| Björksta 12:2                   | Stensättning                     |              | Björksta, Västmanland |               | 59.653305, 16.837055 | 10227600120002 | Ladda upp en bild av detta fornminne      |
| Björksta 13:1                   | Gravfält                         |              | Björksta, Västmanland |               | 59.661313, 16.836776 | 10227600130001 | Ladda upp en bild av detta fornminne      |
| Björksta 15:1                   | Grav- och boplatsområde          |              | Björksta, Västmanland |               | 59.655593, 16.855052 | 10227600150001 | Ladda upp en bild av detta fornminne      |
| Björksta 17:1                   | Hällristning                     |              | Björksta, Västmanland |               | 59.655789, 16.852269 | 10227600170001 | Ladda upp en bild av detta fornminne      |
| Björksta 18:1                   | Grav- och boplatsområde          |              | Björksta, Västmanland |               | 59.650464, 16.857470 | 10227600180001 | Ladda upp en bild av detta fornminne      |
| Björksta 19:1                   | Hällristning                     |              | Björksta, Västmanland |               | 59.651303, 16.828954 | 10227600190001 | Ladda upp en bild av detta fornminne      |
| Björksta 22:1                   | Stensättning                     |              | Björksta, Västmanland |               | 59.643321, 16.839366 | 10227600220001 | Ladda upp en bild av detta fornminne      |
| Björksta 23:1                   | Hällristning                     |              | Björksta, Västmanland |               | 59.641396, 16.844255 | 10227600230001 | Ladda upp en bild av detta fornminne      |
| Björksta 23:2                   | Hällristning                     |              | Björksta, Västmanland |               | 59.641609, 16.844605 | 10227600230002 | Ladda upp en bild av detta fornminne      |
| Björksta 23:3                   | Hällristning                     |              | Björksta, Västmanland |               | 59.641735, 16.844556 | 10227600230003 | Ladda upp en bild av detta fornminne      |
| Björksta 29:1                   | Grav- och boplatsområde          |              | Björksta, Västmanland |               | 59.639500, 16.850464 | 10227600290001 | Ladda upp en bild av detta fornminne      |
| Björksta 30:1                   | Grav- och boplatsområde          |              | Björksta, Västmanland |               | 59.629337, 16.862179 | 10227600300001 | Ladda upp en bild av detta fornminne      |
| Näsborgen (Björksta 31:1)       | Fornborg                         |              | Björksta, Västmanland |               | 59.642784, 16.862393 | 10227600310001 | Ladda upp en bild av detta fornminne      |
| Näsborgen (Björksta 31:2)       | Stensättning                     |              | Björksta, Västmanland |               | 59.642381, 16.862211 | 10227600310002 | Ladda upp en bild av detta fornminne      |
| Björksta 32:1                   | Gravfält                         |              | Björksta, Västmanland |               | 59.644936, 16.825471 | 10227600320001 | Ladda upp en bild av detta fornminne      |
| Björksta 33:1                   | Gravfält                         |              | Björksta, Västmanland |               | 59.664681, 16.824366 | 10227600330001 | Ladda upp en bild av detta fornminne      |
| Björksta 35:1                   | Gravfält                         |              | Björksta, Västmanland |               | 59.664983, 16.819745 | 10227600350001 | Ladda upp en bild av detta fornminne      |
| Björksta 36:1                   | Gravfält                         |              | Björksta, Västmanland |               | 59.661991, 16.816450 | 10227600360001 | Ladda upp en bild av detta fornminne      |
| Björksta 37:1                   | Gravfält                         |              | Björksta, Västmanland |               | 59.661872, 16.814377 | 10227600370001 | Ladda upp en bild av detta fornminne      |
| Björksta 38:1                   | Grav- och boplatsområde          |              | Björksta, Västmanland |               | 59.663094, 16.809023 | 10227600380001 | Ladda upp en bild av detta fornminne      |
| Björksta 39:1                   | Gravfält                         |              | Björksta, Västmanland |               | 59.680539, 16.835579 | 10227600390001 | Ladda upp en bild av detta fornminne      |
| Björksta 40:1                   | Röse                             |              | Björksta, Västmanland |               | 59.684998, 16.826830 | 10227600400001 | Ladda upp en bild av detta fornminne      |
| Björksta 44:1                   | Stensättning                     |              | Björksta, Västmanland |               | 59.676407, 16.835353 | 10227600440001 | Ladda upp en bild av detta fornminne      |
| Björksta 46:1                   | Hällristning                     |              | Björksta, Västmanland |               | 59.676447, 16.827095 | 10227600460001 | Ladda upp en bild av detta fornminne      |
| Björksta 47:3                   | Hällristning                     |              | Björksta, Västmanland |               | 59.665900, 16.805268 | 10227600470003 | Ladda upp en bild av detta fornminne      |
| Björksta 47:4                   | Hällristning                     |              | Björksta, Västmanland |               | 59.665855, 16.805558 | 10227600470004 | Ladda upp en bild av detta fornminne      |
| Björksta 48:1                   | Stensättning                     |              | Björksta, Västmanland |               | 59.666070, 16.798895 | 10227600480001 | Ladda upp en bild av detta fornminne      |
| Björksta 48:2                   | Stensättning                     |              | Björksta, Västmanland |               | 59.666211, 16.798917 | 10227600480002 | Ladda upp en bild av detta fornminne      |
| Björksta 53:1                   | Röse                             |              | Björksta, Västmanland |               | 59.664539, 16.794437 | 10227600530001 | Ladda upp en bild av detta fornminne      |
| Björksta 54:1                   | Röse                             |              | Björksta, Västmanland |               | 59.663547, 16.795213 | 10227600540001 | Ladda upp en bild av detta fornminne      |
| Björksta 56:2                   | Hällristning                     |              | Björksta, Västmanland |               | 59.663332, 16.793510 | 10227600560002 | Ladda upp en bild av detta fornminne      |
| Björksta 57:1                   | Gravfält                         |              | Björksta, Västmanland |               | 59.664834, 16.827320 | 10227600570001 | Ladda upp en bild av detta fornminne      |
| Björksta 58:1                   | Hällristning                     |              | Björksta, Västmanland |               | 59.669859, 16.822299 | 10227600580001 | Ladda upp en bild av detta fornminne      |
| Björksta 58:2                   | Hällristning                     |              | Björksta, Västmanland |               | 59.669591, 16.821954 | 10227600580002 | Ladda upp en bild av detta fornminne      |
| Björksta 58:3                   | Stensättning                     |              | Björksta, Västmanland |               | 59.669324, 16.822368 | 10227600580003 | Ladda upp en bild av detta fornminne      |
| Björksta 59:1                   | Stensättning                     |              | Björksta, Västmanland |               | 59.659674, 16.816827 | 10227600590001 | Ladda upp en bild av detta fornminne      |
| Björksta 59:2                   | Stensättning                     |              | Björksta, Västmanland |               | 59.659726, 16.816559 | 10227600590002 | Ladda upp en bild av detta fornminne      |
| Björksta 59:3                   | Stensättning                     |              | Björksta, Västmanland |               | 59.659808, 16.816707 | 10227600590003 | Ladda upp en bild av detta fornminne      |
| Björksta 60:1                   | Stensättning                     |              | Björksta, Västmanland |               | 59.661132, 16.808954 | 10227600600001 | Ladda upp en bild av detta fornminne      |
| Björksta 60:2                   | Hällristning                     |              | Björksta, Västmanland |               | 59.661090, 16.809538 | 10227600600002 | Ladda upp en bild av detta fornminne      |
| Björksta 61:1                   | Stensättning                     |              | Björksta, Västmanland |               | 59.660325, 16.809032 | 10227600610001 | Ladda upp en bild av detta fornminne      |
| Björksta 61:2                   | Hällristning                     |              | Björksta, Västmanland |               | 59.660422, 16.809088 | 10227600610002 | Ladda upp en bild av detta fornminne      |
| Björksta 61:3                   | Hällristning                     |              | Björksta, Västmanland |               | 59.660481, 16.809143 | 10227600610003 | Ladda upp en bild av detta fornminne      |
| Björksta 61:4                   | Hällristning                     |              | Björksta, Västmanland |               | 59.660574, 16.809501 | 10227600610004 | Ladda upp en bild av detta fornminne      |
| Björksta 61:5                   | Hällristning                     |              | Björksta, Västmanland |               | 59.660626, 16.809731 | 10227600610005 | Ladda upp en bild av detta fornminne      |
| Björksta 62:1                   | Gravfält                         |              | Björksta, Västmanland |               | 59.659774, 16.782274 | 10227600620001 | Ladda upp en bild av detta fornminne      |
| Björksta 63:2                   | Hällristning                     |              | Björksta, Västmanland |               | 59.657042, 16.787997 | 10227600630002 | Ladda upp en bild av detta fornminne      |
| Björksta 63:3                   | Hällristning                     |              | Björksta, Västmanland |               | 59.657049, 16.787997 | 10227600630003 | Ladda upp en bild av detta fornminne      |
| Björksta 64:1                   | Gravfält                         |              | Björksta, Västmanland |               | 59.656193, 16.783512 | 10227600640001 | Ladda upp en bild av detta fornminne      |
| Björksta 65:1                   | Hällristning                     |              | Björksta, Västmanland |               | 59.654794, 16.782018 | 10227600650001 | Ladda upp en bild av detta fornminne      |
| Björksta 66:1                   | Hällristning                     |              | Björksta, Västmanland |               | 59.655237, 16.782992 | 10227600660001 | Ladda upp en bild av detta fornminne      |
| Björksta 68:1                   | Stensättning                     |              | Björksta, Västmanland |               | 59.655695, 16.797122 | 10227600680001 | Ladda upp en bild av detta fornminne      |
| Björksta 68:2                   | Stensättning                     |              | Björksta, Västmanland |               | 59.655793, 16.796983 | 10227600680002 | Ladda upp en bild av detta fornminne      |
| Björksta 69:1                   | Gravfält                         |              | Björksta, Västmanland |               | 59.653710, 16.804486 | 10227600690001 | Ladda upp en bild av detta fornminne      |
| Björksta 71:2                   | Hällristning                     |              | Björksta, Västmanland |               | 59.652388, 16.806294 | 10227600710002 | Ladda upp en bild av detta fornminne      |
| Björksta 71:3                   | Hällristning                     |              | Björksta, Västmanland |               | 59.652326, 16.806303 | 10227600710003 | Ladda upp en bild av detta fornminne      |
| Björksta 73:1                   | Hällristning                     |              | Björksta, Västmanland |               | 59.651335, 16.809651 | 10227600730001 | Ladda upp en bild av detta fornminne      |
| Björksta 74:1                   | Grav- och boplatsområde          |              | Björksta, Västmanland |               | 59.650091, 16.808291 | 10227600740001 | Ladda upp en bild av detta fornminne      |
| Björksta 76:1                   | Stensättning                     |              | Björksta, Västmanland |               | 59.649325, 16.809887 | 10227600760001 | Ladda upp en bild av detta fornminne      |
| Björksta 78:1                   | Hällristning                     |              | Björksta, Västmanland |               | 59.646663, 16.812518 | 10227600780001 | Ladda upp en bild av detta fornminne      |
| Björksta 79:1                   | Hällristning                     |              | Björksta, Västmanland |               | 59.646069, 16.812759 | 10227600790001 | Ladda upp en bild av detta fornminne      |
| Björksta 79:2                   | Hällristning                     |              | Björksta, Västmanland |               | 59.646055, 16.812771 | 10227600790002 | Ladda upp en bild av detta fornminne      |
| Björksta 79:3                   | Hällristning                     |              | Björksta, Västmanland |               | 59.646074, 16.813249 | 10227600790003 | Ladda upp en bild av detta fornminne      |
| Björksta 80:1                   | Hällristning                     |              | Björksta, Västmanland |               | 59.648974, 16.818123 | 10227600800001 | Ladda upp en bild av detta fornminne      |
| Björksta 81:1                   | Stensättning                     |              | Björksta, Västmanland |               | 59.645370, 16.813022 | 10227600810001 | Ladda upp en bild av detta fornminne      |
| Björksta 84:1                   | Gravfält                         |              | Björksta, Västmanland |               | 59.684064, 16.825356 | 10227600840001 | Ladda upp en bild av detta fornminne      |
| Björksta 85:1                   | Gravfält                         |              | Björksta, Västmanland |               | 59.689246, 16.819959 | 10227600850001 | Ladda upp en bild av detta fornminne      |
| Björksta 87:1                   | Gravfält                         |              | Björksta, Västmanland |               | 59.681227, 16.804994 | 10227600870001 | Ladda upp en bild av detta fornminne      |
| Björksta 88:1                   | Gravfält                         |              | Björksta, Västmanland |               | 59.644848, 16.823307 | 10227600880001 | Ladda upp en bild av detta fornminne      |
| Björksta 88:2                   | Stensättning                     |              | Björksta, Västmanland |               | 59.645047, 16.822754 | 10227600880002 | Ladda upp en bild av detta fornminne      |
| Björksta 88:3                   | Hällristning                     |              | Björksta, Västmanland |               | 59.644865, 16.823362 | 10227600880003 | Ladda upp en bild av detta fornminne      |
| Björksta 88:5                   | Hällristning                     |              | Björksta, Västmanland |               | 59.644871, 16.823344 | 10227600880005 | Ladda upp en bild av detta fornminne      |
| Björksta 88:6                   | Hällristning                     |              | Björksta, Västmanland |               | 59.645103, 16.823577 | 10227600880006 | Ladda upp en bild av detta fornminne      |
| Björksta 88:7                   | Hällristning                     |              | Björksta, Västmanland |               | 59.644880, 16.823327 | 10227600880007 | Ladda upp en bild av detta fornminne      |
| Björksta 88:8                   | Hällristning                     |              | Björksta, Västmanland |               | 59.644884, 16.823336 | 10227600880008 | Ladda upp en bild av detta fornminne      |
| Björksta 89:1                   | Gravfält                         |              | Björksta, Västmanland |               | 59.696814, 16.812164 | 10227600890001 | Ladda upp en bild av detta fornminne      |
| Björksta 89:2                   | Hällristning                     |              | Björksta, Västmanland |               | 59.696653, 16.812834 | 10227600890002 | Ladda upp en bild av detta fornminne      |
| Björksta 91:1                   | Röse                             |              | Björksta, Västmanland |               | 59.699070, 16.813494 | 10227600910001 | Ladda upp en bild av detta fornminne      |
| Björksta 93:1                   | Hällristning                     |              | Björksta, Västmanland |               | 59.680804, 16.830586 | 10227600930001 | Ladda upp en bild av detta fornminne      |
| Björksta 94:1                   | Hällristning                     |              | Björksta, Västmanland |               | 59.669145, 16.831790 | 10227600940001 | Ladda upp en bild av detta fornminne      |
| Björksta 97:1                   | Hällristning                     |              | Björksta, Västmanland |               | 59.658843, 16.818817 | 10227600970001 | Ladda upp en bild av detta fornminne      |
| Björksta 98:1                   | Stensättning                     |              | Björksta, Västmanland |               | 59.661264, 16.807478 | 10227600980001 | Ladda upp en bild av detta fornminne      |
| Björksta 98:2                   | Hällristning                     |              | Björksta, Västmanland |               | 59.661174, 16.807510 | 10227600980002 | Ladda upp en bild av detta fornminne      |
| Björksta 98:3                   | Hällristning                     |              | Björksta, Västmanland |               | 59.661136, 16.807584 | 10227600980003 | Ladda upp en bild av detta fornminne      |
| Björksta 98:4                   | Hällristning                     |              | Björksta, Västmanland |               | 59.661062, 16.807567 | 10227600980004 | Ladda upp en bild av detta fornminne      |
| Björksta 99:1                   | Hällristning                     |              | Björksta, Västmanland |               | 59.662403, 16.807101 | 10227600990001 | Ladda upp en bild av detta fornminne      |
| Björksta 99:2                   | Hällristning                     |              | Björksta, Västmanland |               | 59.662383, 16.807053 | 10227600990002 | Ladda upp en bild av detta fornminne      |
| Björksta 99:3                   | Hällristning                     |              | Björksta, Västmanland |               | 59.662418, 16.806985 | 10227600990003 | Ladda upp en bild av detta fornminne      |
| Björksta 100:1                  | Hällristning                     |              | Björksta, Västmanland |               | 59.662895, 16.781026 | 10227601000001 | Ladda upp en bild av detta fornminne      |
| Björksta 101:1                  | Röse                             |              | Björksta, Västmanland |               | 59.595768, 16.872183 | 10227601010001 | Ladda upp en bild av detta fornminne      |
| Björksta 103:1                  | Gravfält                         |              | Björksta, Västmanland |               | 59.608367, 16.872305 | 10227601030001 | Ladda upp en bild av detta fornminne      |
| Björksta 104:1                  | Stensättning                     |              | Björksta, Västmanland |               | 59.585563, 16.886321 | 10227601040001 | Ladda upp en bild av detta fornminne      |
| Björksta 104:2                  | Stensättning                     |              | Björksta, Västmanland |               | 59.585552, 16.886091 | 10227601040002 | Ladda upp en bild av detta fornminne      |
| Björksta 104:3                  | Stensättning                     |              | Björksta, Västmanland |               | 59.585599, 16.885883 | 10227601040003 | Ladda upp en bild av detta fornminne      |
| Björksta 105:1                  | Gravfält                         |              | Björksta, Västmanland |               | 59.618045, 16.872206 | 10227601050001 | Ladda upp en bild av detta fornminne      |
| Kung Östen hög (Björksta 106:1) | Hög                              |              | Björksta, Västmanland |               | 59.621587, 16.871063 | 10227601060001 | Ladda upp en till bild av detta fornminne |
| Björksta 107:1                  | Stensättning                     |              | Björksta, Västmanland |               | 59.589690, 16.870249 | 10227601070001 | Ladda upp en bild av detta fornminne      |
| Björksta 107:2                  | Stensättning                     |              | Björksta, Västmanland |               | 59.589682, 16.870440 | 10227601070002 | Ladda upp en bild av detta fornminne      |
| Björksta 108:3                  | Stensättning                     |              | Björksta, Västmanland |               | 59.623712, 16.863309 | 10227601080003 | Ladda upp en bild av detta fornminne      |
| Björksta 108:4                  | Stensättning                     |              | Björksta, Västmanland |               | 59.623543, 16.863577 | 10227601080004 | Ladda upp en bild av detta fornminne      |
| Björksta 110:1                  | Hög                              |              | Björksta, Västmanland |               | 59.620083, 16.867768 | 10227601100001 | Ladda upp en bild av detta fornminne      |
| Björksta 110:2                  | Hög                              |              | Björksta, Västmanland |               | 59.620043, 16.868139 | 10227601100002 | Ladda upp en bild av detta fornminne      |
| Björksta 112:1                  | Gravfält                         |              | Björksta, Västmanland |               | 59.615932, 16.862140 | 10227601120001 | Ladda upp en bild av detta fornminne      |
| Björksta 113:1                  | Stensättning                     |              | Björksta, Västmanland |               | 59.623614, 16.848828 | 10227601130001 | Ladda upp en bild av detta fornminne      |
| Björksta 114:1                  | Stensättning                     |              | Björksta, Västmanland |               | 59.626588, 16.845776 | 10227601140001 | Ladda upp en bild av detta fornminne      |
| Björksta 114:2                  | Stensättning                     |              | Björksta, Västmanland |               | 59.626719, 16.846038 | 10227601140002 | Ladda upp en bild av detta fornminne      |
| Björksta 115:1                  | Gravfält                         |              | Björksta, Västmanland |               | 59.578662, 16.875153 | 10227601150001 | Ladda upp en bild av detta fornminne      |
| Björksta 117:1                  | Hällristning                     |              | Björksta, Västmanland |               | 59.645112, 16.824136 | 10227601170001 | Ladda upp en bild av detta fornminne      |
| Björksta 117:2                  | Hällristning                     |              | Björksta, Västmanland |               | 59.645391, 16.823962 | 10227601170002 | Ladda upp en bild av detta fornminne      |
| Björksta 117:3                  | Hällristning                     |              | Björksta, Västmanland |               | 59.645243, 16.823885 | 10227601170003 | Ladda upp en bild av detta fornminne      |
| Björksta 117:4                  | Hällristning                     |              | Björksta, Västmanland |               | 59.645305, 16.823753 | 10227601170004 | Ladda upp en bild av detta fornminne      |
| Björksta 118:1                  | Hällristning                     |              | Björksta, Västmanland |               | 59.643520, 16.826503 | 10227601180001 | Ladda upp en bild av detta fornminne      |
| Björksta 118:2                  | Hällristning                     |              | Björksta, Västmanland |               | 59.643342, 16.826242 | 10227601180002 | Ladda upp en bild av detta fornminne      |
| Björksta 119:1                  | Hög                              |              | Björksta, Västmanland |               | 59.642911, 16.825212 | 10227601190001 | Ladda upp en bild av detta fornminne      |
| Björksta 119:2                  | Hällristning                     |              | Björksta, Västmanland |               | 59.643081, 16.824983 | 10227601190002 | Ladda upp en bild av detta fornminne      |
| Björksta 119:3                  | Hällristning                     |              | Björksta, Västmanland |               | 59.643074, 16.824770 | 10227601190003 | Ladda upp en bild av detta fornminne      |
| Björksta 119:4                  | Hällristning                     |              | Björksta, Västmanland |               | 59.643116, 16.825338 | 10227601190004 | Ladda upp en bild av detta fornminne      |
| Björksta 119:5                  | Hällristning                     |              | Björksta, Västmanland |               | 59.643006, 16.825399 | 10227601190005 | Ladda upp en bild av detta fornminne      |
| Björksta 120:1                  | Hällristning                     |              | Björksta, Västmanland |               | 59.650891, 16.829041 | 10227601200001 | Ladda upp en bild av detta fornminne      |
| Björksta 122:2                  | Stensättning                     |              | Björksta, Västmanland |               | 59.670253, 16.827361 | 10227601220002 | Ladda upp en bild av detta fornminne      |
| Björksta 123:1                  | Stensättning                     |              | Björksta, Västmanland |               | 59.662231, 16.771137 | 10227601230001 | Ladda upp en bild av detta fornminne      |
| Björksta 123:2                  | Stensättning                     |              | Björksta, Västmanland |               | 59.662120, 16.771230 | 10227601230002 | Ladda upp en bild av detta fornminne      |
| Björksta 123:3                  | Hög                              |              | Björksta, Västmanland |               | 59.661931, 16.771807 | 10227601230003 | Ladda upp en bild av detta fornminne      |
| Björksta 123:4                  | Stensättning                     |              | Björksta, Västmanland |               | 59.661818, 16.772062 | 10227601230004 | Ladda upp en bild av detta fornminne      |
| Björksta 124:1                  | Gravfält                         |              | Björksta, Västmanland |               | 59.662405, 16.775352 | 10227601240001 | Ladda upp en bild av detta fornminne      |
| Björksta 126:1                  | Hällristning                     |              | Björksta, Västmanland |               | 59.665290, 16.763895 | 10227601260001 | Ladda upp en bild av detta fornminne      |
| Björksta 126:2                  | Hällristning                     |              | Björksta, Västmanland |               | 59.665098, 16.764111 | 10227601260002 | Ladda upp en bild av detta fornminne      |
| Björksta 126:3                  | Hällristning                     |              | Björksta, Västmanland |               | 59.665166, 16.764326 | 10227601260003 | Ladda upp en bild av detta fornminne      |
| Björksta 128:1                  | Stensättning                     |              | Björksta, Västmanland |               | 59.665212, 16.755761 | 10227601280001 | Ladda upp en bild av detta fornminne      |
| Björksta 130:1                  | Stensättning                     |              | Björksta, Västmanland |               | 59.657901, 16.758641 | 10227601300001 | Ladda upp en bild av detta fornminne      |
| Björksta 131:1                  | Hög                              |              | Björksta, Västmanland |               | 59.669654, 16.752945 | 10227601310001 | Ladda upp en bild av detta fornminne      |
| Björksta 131:2                  | Hög                              |              | Björksta, Västmanland |               | 59.669684, 16.752568 | 10227601310002 | Ladda upp en bild av detta fornminne      |
| Björksta 131:3                  | Hällristning                     |              | Björksta, Västmanland |               | 59.669515, 16.752960 | 10227601310003 | Ladda upp en bild av detta fornminne      |
| Björksta 132:1                  | Gravfält                         |              | Björksta, Västmanland |               | 59.657417, 16.761281 | 10227601320001 | Ladda upp en bild av detta fornminne      |
| Björksta 134:1                  | Gravfält                         |              | Björksta, Västmanland |               | 59.658811, 16.756474 | 10227601340001 | Ladda upp en bild av detta fornminne      |
| Björksta 136:1                  | Stensättning                     |              | Björksta, Västmanland |               | 59.657015, 16.764431 | 10227601360001 | Ladda upp en bild av detta fornminne      |
| Björksta 137:1                  | Stensättning                     |              | Björksta, Västmanland |               | 59.656652, 16.761119 | 10227601370001 | Ladda upp en bild av detta fornminne      |
| Björksta 137:2                  | Stensättning                     |              | Björksta, Västmanland |               | 59.656754, 16.761107 | 10227601370002 | Ladda upp en bild av detta fornminne      |
| Björksta 137:3                  | Stensättning                     |              | Björksta, Västmanland |               | 59.656845, 16.761291 | 10227601370003 | Ladda upp en bild av detta fornminne      |
| Björksta 137:4                  | Stensättning                     |              | Björksta, Västmanland |               | 59.656968, 16.761117 | 10227601370004 | Ladda upp en bild av detta fornminne      |
| Björksta 138:1                  | Hällristning                     |              | Björksta, Västmanland |               | 59.656028, 16.764481 | 10227601380001 | Ladda upp en bild av detta fornminne      |
| Klavabacken (Björksta 140:1)    | Gravfält                         |              | Björksta, Västmanland |               | 59.657203, 16.778383 | 10227601400001 | Ladda upp en bild av detta fornminne      |
| Björksta 141:1                  | Röse                             |              | Björksta, Västmanland |               | 59.652378, 16.747464 | 10227601410001 | Ladda upp en bild av detta fornminne      |
| Björksta 142:1                  | Stensättning                     |              | Björksta, Västmanland |               | 59.657783, 16.752083 | 10227601420001 | Ladda upp en bild av detta fornminne      |
| Björksta 142:2                  | Stensättning                     |              | Björksta, Västmanland |               | 59.657840, 16.751870 | 10227601420002 | Ladda upp en bild av detta fornminne      |
| Björksta 143:1                  | Hög                              |              | Björksta, Västmanland |               | 59.653261, 16.746040 | 10227601430001 | Ladda upp en bild av detta fornminne      |
| Björksta 144:1                  | Röse                             |              | Björksta, Västmanland |               | 59.654748, 16.740453 | 10227601440001 | Ladda upp en bild av detta fornminne      |
| Björksta 144:2                  | Grav markerad av sten/block      |              | Björksta, Västmanland |               | 59.654619, 16.740266 | 10227601440002 | Ladda upp en bild av detta fornminne      |
| Björksta 145:1                  | Röse                             |              | Björksta, Västmanland |               | 59.655009, 16.738506 | 10227601450001 | Ladda upp en bild av detta fornminne      |
| Björksta 145:2                  | Stensättning                     |              | Björksta, Västmanland |               | 59.655258, 16.739032 | 10227601450002 | Ladda upp en bild av detta fornminne      |
| Björksta 146:1                  | Röse                             |              | Björksta, Västmanland |               | 59.652785, 16.748911 | 10227601460001 | Ladda upp en bild av detta fornminne      |
| Björksta 147:1                  | Hög                              |              | Björksta, Västmanland |               | 59.658499, 16.743581 | 10227601470001 | Ladda upp en bild av detta fornminne      |
| Björksta 148:1                  | Stensättning                     |              | Björksta, Västmanland |               | 59.660453, 16.741032 | 10227601480001 | Ladda upp en bild av detta fornminne      |
| Björksta 148:2                  | Stensättning                     |              | Björksta, Västmanland |               | 59.660476, 16.741236 | 10227601480002 | Ladda upp en bild av detta fornminne      |
| Björksta 148:3                  | Stensättning                     |              | Björksta, Västmanland |               | 59.660298, 16.741250 | 10227601480003 | Ladda upp en bild av detta fornminne      |
| Björksta 148:4                  | Stensättning                     |              | Björksta, Västmanland |               | 59.659973, 16.741734 | 10227601480004 | Ladda upp en bild av detta fornminne      |
| Björksta 148:5                  | Stensättning                     |              | Björksta, Västmanland |               | 59.659822, 16.741812 | 10227601480005 | Ladda upp en bild av detta fornminne      |
| Björksta 148:6                  | Hög                              |              | Björksta, Västmanland |               | 59.659421, 16.741955 | 10227601480006 | Ladda upp en bild av detta fornminne      |
| Björksta 153:1                  | Gravfält                         |              | Björksta, Västmanland |               | 59.659568, 16.735790 | 10227601530001 | Ladda upp en bild av detta fornminne      |
| Björksta 154:1                  | Stensättning                     |              | Björksta, Västmanland |               | 59.651088, 16.749719 | 10227601540001 | Ladda upp en bild av detta fornminne      |
| Björksta 154:2                  | Stensättning                     |              | Björksta, Västmanland |               | 59.650914, 16.750032 | 10227601540002 | Ladda upp en bild av detta fornminne      |
| Björksta 154:3                  | Stensättning                     |              | Björksta, Västmanland |               | 59.651125, 16.748971 | 10227601540003 | Ladda upp en bild av detta fornminne      |
| Björksta 155:1                  | Gravfält                         |              | Björksta, Västmanland |               | 59.651233, 16.751986 | 10227601550001 | Ladda upp en bild av detta fornminne      |
| Björksta 156:1                  | Stensättning                     |              | Björksta, Västmanland |               | 59.649550, 16.752016 | 10227601560001 | Ladda upp en bild av detta fornminne      |
| Björksta 156:2                  | Stensättning                     |              | Björksta, Västmanland |               | 59.649381, 16.752194 | 10227601560002 | Ladda upp en bild av detta fornminne      |
| Björksta 156:3                  | Röse                             |              | Björksta, Västmanland |               | 59.649521, 16.752527 | 10227601560003 | Ladda upp en bild av detta fornminne      |
| Björksta 157:1                  | Gravfält                         |              | Björksta, Västmanland |               | 59.649121, 16.753274 | 10227601570001 | Ladda upp en bild av detta fornminne      |
| Björksta 157:2                  | Hällristning                     |              | Björksta, Västmanland |               | 59.649354, 16.753559 | 10227601570002 | Ladda upp en bild av detta fornminne      |
| Björksta 157:3                  | Hällristning                     |              | Björksta, Västmanland |               | 59.649352, 16.753536 | 10227601570003 | Ladda upp en bild av detta fornminne      |
| Björksta 158:1                  | Stensättning                     |              | Björksta, Västmanland |               | 59.636932, 16.751334 | 10227601580001 | Ladda upp en bild av detta fornminne      |
| Björksta 159:1                  | Stensättning                     |              | Björksta, Västmanland |               | 59.633904, 16.761831 | 10227601590001 | Ladda upp en bild av detta fornminne      |
| Björksta 160:1                  | Hällristning                     |              | Björksta, Västmanland |               | 59.647421, 16.763242 | 10227601600001 | Ladda upp en bild av detta fornminne      |
| Björksta 161:1                  | Hög                              |              | Björksta, Västmanland |               | 59.646037, 16.760029 | 10227601610001 | Ladda upp en bild av detta fornminne      |
| Björksta 161:2                  | Stensättning                     |              | Björksta, Västmanland |               | 59.645953, 16.760304 | 10227601610002 | Ladda upp en bild av detta fornminne      |
| Björksta 162:1                  | Gravfält                         |              | Björksta, Västmanland |               | 59.645900, 16.757960 | 10227601620001 | Ladda upp en bild av detta fornminne      |
| Björksta 166:1                  | Stensättning                     |              | Björksta, Västmanland |               | 59.634957, 16.779778 | 10227601660001 | Ladda upp en bild av detta fornminne      |
| Björksta 166:3                  | Stensättning                     |              | Björksta, Västmanland |               | 59.634851, 16.779549 | 10227601660003 | Ladda upp en bild av detta fornminne      |
| Björksta 167:1                  | Röse                             |              | Björksta, Västmanland |               | 59.575158, 16.855057 | 10227601670001 | Ladda upp en bild av detta fornminne      |
| Björksta 167:2                  | Röse                             |              | Björksta, Västmanland |               | 59.574877, 16.855553 | 10227601670002 | Ladda upp en bild av detta fornminne      |
| Vs 15 (Björksta 168:1)          | Runristning                      |              | Björksta, Västmanland | Lilla Kyringe | 59.598946, 16.887804 | 10227601680001 | Ladda upp en till bild av detta fornminne |
| Björksta 169:1                  | Hög                              |              | Björksta, Västmanland |               | 59.628631, 16.872075 | 10227601690001 | Ladda upp en bild av detta fornminne      |
| Björksta 170:1                  | Hällristning                     |              | Björksta, Västmanland |               | 59.657553, 16.789953 | 10227601700001 | Ladda upp en bild av detta fornminne      |
| Björksta 170:2                  | Hällristning                     |              | Björksta, Västmanland |               | 59.657679, 16.789839 | 10227601700002 | Ladda upp en bild av detta fornminne      |
| Björksta 170:3                  | Hällristning                     |              | Björksta, Västmanland |               | 59.657523, 16.789643 | 10227601700003 | Ladda upp en bild av detta fornminne      |
| Björksta 170:4                  | Hällristning                     |              | Björksta, Västmanland |               | 59.657356, 16.789688 | 10227601700004 | Ladda upp en bild av detta fornminne      |
| Björksta 173:1                  | Hällristning                     |              | Björksta, Västmanland |               | 59.662724, 16.795302 | 10227601730001 | Ladda upp en bild av detta fornminne      |
| Björksta 174:1                  | Hällristning                     |              | Björksta, Västmanland |               | 59.663004, 16.795147 | 10227601740001 | Ladda upp en bild av detta fornminne      |
| Björksta 179:1                  | Hällristning                     |              | Björksta, Västmanland |               | 59.659229, 16.835398 | 10227601790001 | Ladda upp en bild av detta fornminne      |
| Björksta 180:1                  | Stensättning                     |              | Björksta, Västmanland |               | 59.653108, 16.805478 | 10227601800001 | Ladda upp en bild av detta fornminne      |
| Björksta 181:1                  | Hällristning                     |              | Björksta, Västmanland |               | 59.657591, 16.853988 | 10227601810001 | Ladda upp en bild av detta fornminne      |
| Björksta 181:3                  | Husgrund, förhistorisk/medeltida |              | Björksta, Västmanland |               | 59.657471, 16.853781 | 10227601810003 | Ladda upp en bild av detta fornminne      |
| Björksta 182:1                  | Hällristning                     |              | Björksta, Västmanland |               | 59.657678, 16.854743 | 10227601820001 | Ladda upp en bild av detta fornminne      |
| Björksta 185:1                  | Hällristning                     |              | Björksta, Västmanland |               | 59.650037, 16.810032 | 10227601850001 | Ladda upp en bild av detta fornminne      |
| Björksta 186:1                  | Stensättning                     |              | Björksta, Västmanland |               | 59.639244, 16.856255 | 10227601860001 | Ladda upp en bild av detta fornminne      |
| Björksta 190:1                  | Stensättning                     |              | Björksta, Västmanland |               | 59.658035, 16.855964 | 10227601900001 | Ladda upp en bild av detta fornminne      |
| Björksta 191:1                  | Hällristning                     |              | Björksta, Västmanland |               | 59.679665, 16.838930 | 10227601910001 | Ladda upp en bild av detta fornminne      |
| Björksta 192:1                  | Hällristning                     |              | Björksta, Västmanland |               | 59.661203, 16.813488 | 10227601920001 | Ladda upp en bild av detta fornminne      |
| Björksta 193:1                  | Hällristning                     |              | Björksta, Västmanland |               | 59.668430, 16.829980 | 10227601930001 | Ladda upp en bild av detta fornminne      |
| Björksta 193:2                  | Hällristning                     |              | Björksta, Västmanland |               | 59.668273, 16.830250 | 10227601930002 | Ladda upp en bild av detta fornminne      |
| Björksta 193:3                  | Hällristning                     |              | Björksta, Västmanland |               | 59.668438, 16.830442 | 12000000006078 | Ladda upp en bild av detta fornminne      |
| Björksta 194:1                  | Hällristning                     |              | Björksta, Västmanland |               | 59.660897, 16.807978 | 10227601940001 | Ladda upp en bild av detta fornminne      |
| Björksta 195:1                  | Hällristning                     |              | Björksta, Västmanland |               | 59.662958, 16.798560 | 10227601950001 | Ladda upp en bild av detta fornminne      |
| Björksta 195:2                  | Hällristning                     |              | Björksta, Västmanland |               | 59.663055, 16.798244 | 10227601950002 | Ladda upp en bild av detta fornminne      |
| Björksta 195:3                  | Hällristning                     |              | Björksta, Västmanland |               | 59.663209, 16.798071 | 10227601950003 | Ladda upp en bild av detta fornminne      |
| Björksta 196:1                  | Hällristning                     |              | Björksta, Västmanland |               | 59.664299, 16.797262 | 10227601960001 | Ladda upp en bild av detta fornminne      |
| Björksta 197:1                  | Hällristning                     |              | Björksta, Västmanland |               | 59.657996, 16.819629 | 10227601970001 | Ladda upp en bild av detta fornminne      |
| Björksta 198:1                  | Hällristning                     |              | Björksta, Västmanland |               | 59.658986, 16.820021 | 10227601980001 | Ladda upp en bild av detta fornminne      |
| Björksta 199:1                  | Hällristning                     |              | Björksta, Västmanland |               | 59.660327, 16.821354 | 10227601990001 | Ladda upp en bild av detta fornminne      |
| Björksta 200:1                  | Hällristning                     |              | Björksta, Västmanland |               | 59.659829, 16.815884 | 10227602000001 | Ladda upp en bild av detta fornminne      |
| Björksta 201:2                  | Hällristning                     |              | Björksta, Västmanland |               | 59.663430, 16.805608 | 10227602010002 | Ladda upp en bild av detta fornminne      |
| Björksta 201:3                  | Hällristning                     |              | Björksta, Västmanland |               | 59.663464, 16.805657 | 10227602010003 | Ladda upp en bild av detta fornminne      |
| Björksta 202:1                  | Stensättning                     |              | Björksta, Västmanland |               | 59.659784, 16.854596 | 10227602020001 | Ladda upp en bild av detta fornminne      |
| Björksta 205:1                  | Stensättning                     |              | Björksta, Västmanland |               | 59.652784, 16.847173 | 10227602050001 | Ladda upp en bild av detta fornminne      |
| Björksta 205:2                  | Stensättning                     |              | Björksta, Västmanland |               | 59.652877, 16.847253 | 10227602050002 | Ladda upp en bild av detta fornminne      |
| Björksta 205:3                  | Stensättning                     |              | Björksta, Västmanland |               | 59.652418, 16.847266 | 10227602050003 | Ladda upp en bild av detta fornminne      |
| Björksta 205:4                  | Stensättning                     |              | Björksta, Västmanland |               | 59.652420, 16.847057 | 10227602050004 | Ladda upp en bild av detta fornminne      |
| Björksta 205:5                  | Stensättning                     |              | Björksta, Västmanland |               | 59.652337, 16.847246 | 10227602050005 | Ladda upp en bild av detta fornminne      |
| Björksta 206:1                  | Stensättning                     |              | Björksta, Västmanland |               | 59.652111, 16.847728 | 10227602060001 | Ladda upp en bild av detta fornminne      |
| Björksta 207:1                  | Stensättning                     |              | Björksta, Västmanland |               | 59.652196, 16.848936 | 10227602070001 | Ladda upp en bild av detta fornminne      |
| Björksta 207:2                  | Stensättning                     |              | Björksta, Västmanland |               | 59.652058, 16.849156 | 10227602070002 | Ladda upp en bild av detta fornminne      |
| Björksta 207:3                  | Stensättning                     |              | Björksta, Västmanland |               | 59.651922, 16.848934 | 10227602070003 | Ladda upp en bild av detta fornminne      |
| Björksta 207:4                  | Stensättning                     |              | Björksta, Västmanland |               | 59.652125, 16.849356 | 10227602070004 | Ladda upp en bild av detta fornminne      |
| Björksta 208:1                  | Stensättning                     |              | Björksta, Västmanland |               | 59.650783, 16.857421 | 10227602080001 | Ladda upp en bild av detta fornminne      |
| Björksta 208:2                  | Stensättning                     |              | Björksta, Västmanland |               | 59.650844, 16.857618 | 10227602080002 | Ladda upp en bild av detta fornminne      |
| Björksta 209:1                  | Stensättning                     |              | Björksta, Västmanland |               | 59.651545, 16.848207 | 10227602090001 | Ladda upp en bild av detta fornminne      |
| Björksta 212:1                  | Stensättning                     |              | Björksta, Västmanland |               | 59.696581, 16.810206 | 10227602120001 | Ladda upp en bild av detta fornminne      |
| Björksta 217:1                  | Hällristning                     |              | Björksta, Västmanland |               | 59.662461, 16.809185 | 10227602170001 | Ladda upp en bild av detta fornminne      |
| Björksta 218:1                  | Hällristning                     |              | Björksta, Västmanland |               | 59.662665, 16.810721 | 10227602180001 | Ladda upp en bild av detta fornminne      |
| Björksta 219:1                  | Hällristning                     |              | Björksta, Västmanland |               | 59.661533, 16.809615 | 10227602190001 | Ladda upp en bild av detta fornminne      |
| Björksta 220:1                  | Hällristning                     |              | Björksta, Västmanland |               | 59.662018, 16.809562 | 10227602200001 | Ladda upp en bild av detta fornminne      |
| Björksta 220:2                  | Hällristning                     |              | Björksta, Västmanland |               | 59.662034, 16.809133 | 10227602200002 | Ladda upp en bild av detta fornminne      |
| Björksta 222:1                  | Hällristning                     |              | Björksta, Västmanland |               | 59.661912, 16.808274 | 10227602220001 | Ladda upp en bild av detta fornminne      |
| Björksta 223:1                  | Hällristning                     |              | Björksta, Västmanland |               | 59.662642, 16.807401 | 10227602230001 | Ladda upp en bild av detta fornminne      |
| Björksta 223:2                  | Hällristning                     |              | Björksta, Västmanland |               | 59.662677, 16.806973 | 10227602230002 | Ladda upp en bild av detta fornminne      |
| Björksta 223:3                  | Hällristning                     |              | Björksta, Västmanland |               | 59.662727, 16.807145 | 10227602230003 | Ladda upp en bild av detta fornminne      |
| Björksta 224:1                  | Hällristning                     |              | Björksta, Västmanland |               | 59.663239, 16.807559 | 10227602240001 | Ladda upp en bild av detta fornminne      |
| Björksta 224:2                  | Hällristning                     |              | Björksta, Västmanland |               | 59.663247, 16.807026 | 10227602240002 | Ladda upp en bild av detta fornminne      |
| Björksta 224:3                  | Hällristning                     |              | Björksta, Västmanland |               | 59.663534, 16.807002 | 10227602240003 | Ladda upp en bild av detta fornminne      |
| Björksta 225:1                  | Hällristning                     |              | Björksta, Västmanland |               | 59.662285, 16.806076 | 10227602250001 | Ladda upp en bild av detta fornminne      |
| Björksta 225:2                  | Hällristning                     |              | Björksta, Västmanland |               | 59.662213, 16.806005 | 10227602250002 | Ladda upp en bild av detta fornminne      |
| Björksta 225:3                  | Hällristning                     |              | Björksta, Västmanland |               | 59.662158, 16.806069 | 10227602250003 | Ladda upp en bild av detta fornminne      |
| Björksta 225:4                  | Hällristning                     |              | Björksta, Västmanland |               | 59.662265, 16.806162 | 10227602250004 | Ladda upp en bild av detta fornminne      |
| Björksta 225:5                  | Hällristning                     |              | Björksta, Västmanland |               | 59.662120, 16.806602 | 10227602250005 | Ladda upp en bild av detta fornminne      |
| Björksta 225:6                  | Hällristning                     |              | Björksta, Västmanland |               | 59.662059, 16.806751 | 10227602250006 | Ladda upp en bild av detta fornminne      |
| Björksta 226:1                  | Hällristning                     |              | Björksta, Västmanland |               | 59.664038, 16.810139 | 10227602260001 | Ladda upp en bild av detta fornminne      |
| Björksta 227:1                  | Hällristning                     |              | Björksta, Västmanland |               | 59.663939, 16.809084 | 10227602270001 | Ladda upp en bild av detta fornminne      |
| Björksta 229:1                  | Hällristning                     |              | Björksta, Västmanland |               | 59.665569, 16.806728 | 10227602290001 | Ladda upp en bild av detta fornminne      |
| Björksta 230:1                  | Hällristning                     |              | Björksta, Västmanland |               | 59.666017, 16.804544 | 10227602300001 | Ladda upp en bild av detta fornminne      |
| Björksta 231:1                  | Stensättning                     |              | Björksta, Västmanland |               | 59.666781, 16.807524 | 10227602310001 | Ladda upp en bild av detta fornminne      |
| Björksta 232:1                  | Hällristning                     |              | Björksta, Västmanland |               | 59.666387, 16.810355 | 10227602320001 | Ladda upp en bild av detta fornminne      |
| Björksta 233:1                  | Stensättning                     |              | Björksta, Västmanland |               | 59.664953, 16.796753 | 10227602330001 | Ladda upp en bild av detta fornminne      |
| Björksta 234:1                  | Hällristning                     |              | Björksta, Västmanland |               | 59.661733, 16.781194 | 10227602340001 | Ladda upp en bild av detta fornminne      |
| Björksta 235:1                  | Hällristning                     |              | Björksta, Västmanland |               | 59.661995, 16.782234 | 10227602350001 | Ladda upp en bild av detta fornminne      |
| Björksta 236:1                  | Hällristning                     |              | Björksta, Västmanland |               | 59.661121, 16.782152 | 10227602360001 | Ladda upp en bild av detta fornminne      |
| Björksta 237:1                  | Hällristning                     |              | Björksta, Västmanland |               | 59.660341, 16.783232 | 10227602370001 | Ladda upp en bild av detta fornminne      |
| Björksta 237:2                  | Hällristning                     |              | Björksta, Västmanland |               | 59.660249, 16.783240 | 10227602370002 | Ladda upp en bild av detta fornminne      |
| Björksta 238:1                  | Hällristning                     |              | Björksta, Västmanland |               | 59.660095, 16.783017 | 10227602380001 | Ladda upp en bild av detta fornminne      |
| Björksta 238:2                  | Hällristning                     |              | Björksta, Västmanland |               | 59.660010, 16.783089 | 10227602380002 | Ladda upp en bild av detta fornminne      |
| Björksta 239:1                  | Hällristning                     |              | Björksta, Västmanland |               | 59.658199, 16.784287 | 10227602390001 | Ladda upp en bild av detta fornminne      |
| Björksta 240:1                  | Hällristning                     |              | Björksta, Västmanland |               | 59.657182, 16.781553 | 10227602400001 | Ladda upp en bild av detta fornminne      |
| Björksta 240:2                  | Hällristning                     |              | Björksta, Västmanland |               | 59.656918, 16.781443 | 10227602400002 | Ladda upp en bild av detta fornminne      |
| Björksta 240:3                  | Hällristning                     |              | Björksta, Västmanland |               | 59.656849, 16.781334 | 10227602400003 | Ladda upp en bild av detta fornminne      |
| Björksta 241:1                  | Hällristning                     |              | Björksta, Västmanland |               | 59.653895, 16.794375 | 10227602410001 | Ladda upp en bild av detta fornminne      |
| Björksta 242:1                  | Hällristning                     |              | Björksta, Västmanland |               | 59.656605, 16.782653 | 10227602420001 | Ladda upp en bild av detta fornminne      |
| Björksta 243:1                  | Hällristning                     |              | Björksta, Västmanland |               | 59.655337, 16.786037 | 10227602430001 | Ladda upp en bild av detta fornminne      |
| Björksta 244:1                  | Hällristning                     |              | Björksta, Västmanland |               | 59.658782, 16.782516 | 10227602440001 | Ladda upp en bild av detta fornminne      |
| Björksta 244:2                  | Hällristning                     |              | Björksta, Västmanland |               | 59.658873, 16.782767 | 10227602440002 | Ladda upp en bild av detta fornminne      |
| Björksta 244:3                  | Hällristning                     |              | Björksta, Västmanland |               | 59.659012, 16.782455 | 10227602440003 | Ladda upp en bild av detta fornminne      |
| Björksta 245:1                  | Hällristning                     |              | Björksta, Västmanland |               | 59.657649, 16.790492 | 10227602450001 | Ladda upp en bild av detta fornminne      |
| Björksta 245:2                  | Hällristning                     |              | Björksta, Västmanland |               | 59.657533, 16.790507 | 10227602450002 | Ladda upp en bild av detta fornminne      |
| Björksta 245:3                  | Hällristning                     |              | Björksta, Västmanland |               | 59.657456, 16.790563 | 10227602450003 | Ladda upp en bild av detta fornminne      |
| Björksta 246:2                  | Hällristning                     |              | Björksta, Västmanland |               | 59.656306, 16.788618 | 10227602460002 | Ladda upp en bild av detta fornminne      |
| Björksta 247:1                  | Hällristning                     |              | Björksta, Västmanland |               | 59.655989, 16.789207 | 10227602470001 | Ladda upp en bild av detta fornminne      |
| Björksta 249:1                  | Hällristning                     |              | Björksta, Västmanland |               | 59.656276, 16.790153 | 10227602490001 | Ladda upp en bild av detta fornminne      |
| Björksta 250:1                  | Hällristning                     |              | Björksta, Västmanland |               | 59.655695, 16.787666 | 10227602500001 | Ladda upp en bild av detta fornminne      |
| Björksta 251:1                  | Hällristning                     |              | Björksta, Västmanland |               | 59.679617, 16.819250 | 10227602510001 | Ladda upp en bild av detta fornminne      |
| Björksta 252:1                  | Hällristning                     |              | Björksta, Västmanland |               | 59.680532, 16.818443 | 10227602520001 | Ladda upp en bild av detta fornminne      |
| Björksta 252:2                  | Hällristning                     |              | Björksta, Västmanland |               | 59.680586, 16.817994 | 10227602520002 | Ladda upp en bild av detta fornminne      |
| Björksta 253:1                  | Hällristning                     |              | Björksta, Västmanland |               | 59.680865, 16.817204 | 10227602530001 | Ladda upp en bild av detta fornminne      |
| Björksta 254:1                  | Hällristning                     |              | Björksta, Västmanland |               | 59.680388, 16.817125 | 10227602540001 | Ladda upp en bild av detta fornminne      |
| Björksta 256:1                  | Hällristning                     |              | Björksta, Västmanland |               | 59.656585, 16.787270 | 10227602560001 | Ladda upp en bild av detta fornminne      |
| Björksta 256:2                  | Hällristning                     |              | Björksta, Västmanland |               | 59.656543, 16.787653 | 10227602560002 | Ladda upp en bild av detta fornminne      |
| Björksta 256:3                  | Hällristning                     |              | Björksta, Västmanland |               | 59.656853, 16.787578 | 10227602560003 | Ladda upp en bild av detta fornminne      |
| Björksta 257:1                  | Hällristning                     |              | Björksta, Västmanland |               | 59.655376, 16.783728 | 10227602570001 | Ladda upp en bild av detta fornminne      |
| Björksta 257:2                  | Hällristning                     |              | Björksta, Västmanland |               | 59.655274, 16.783830 | 10227602570002 | Ladda upp en bild av detta fornminne      |
| Björksta 258:1                  | Hällristning                     |              | Björksta, Västmanland |               | 59.654998, 16.784629 | 10227602580001 | Ladda upp en bild av detta fornminne      |
| Björksta 258:2                  | Hällristning                     |              | Björksta, Västmanland |               | 59.655174, 16.785117 | 10227602580002 | Ladda upp en bild av detta fornminne      |
| Björksta 259:1                  | Hällristning                     |              | Björksta, Västmanland |               | 59.655639, 16.784983 | 10227602590001 | Ladda upp en bild av detta fornminne      |
| Björksta 261:1                  | Hällristning                     |              | Björksta, Västmanland |               | 59.657077, 16.789135 | 10227602610001 | Ladda upp en bild av detta fornminne      |
| Björksta 261:2                  | Hällristning                     |              | Björksta, Västmanland |               | 59.657097, 16.789102 | 10227602610002 | Ladda upp en bild av detta fornminne      |
| Björksta 262:1                  | Hällristning                     |              | Björksta, Västmanland |               | 59.663260, 16.788820 | 10227602620001 | Ladda upp en bild av detta fornminne      |
| Björksta 262:2                  | Hällristning                     |              | Björksta, Västmanland |               | 59.663285, 16.788853 | 10227602620002 | Ladda upp en bild av detta fornminne      |
| Björksta 262:3                  | Hällristning                     |              | Björksta, Västmanland |               | 59.663345, 16.788737 | 10227602620003 | Ladda upp en bild av detta fornminne      |
| Björksta 262:4                  | Hällristning                     |              | Björksta, Västmanland |               | 59.663126, 16.788951 | 10227602620004 | Ladda upp en bild av detta fornminne      |
| Björksta 263:1                  | Hällristning                     |              | Björksta, Västmanland |               | 59.663301, 16.790546 | 10227602630001 | Ladda upp en bild av detta fornminne      |
| Björksta 263:2                  | Hällristning                     |              | Björksta, Västmanland |               | 59.663388, 16.790853 | 10227602630002 | Ladda upp en bild av detta fornminne      |
| Björksta 263:3                  | Hällristning                     |              | Björksta, Västmanland |               | 59.663584, 16.791083 | 10227602630003 | Ladda upp en bild av detta fornminne      |
| Björksta 263:4                  | Hällristning                     |              | Björksta, Västmanland |               | 59.663508, 16.790281 | 10227602630004 | Ladda upp en bild av detta fornminne      |
| Björksta 264:1                  | Hällristning                     |              | Björksta, Västmanland |               | 59.663899, 16.787738 | 10227602640001 | Ladda upp en bild av detta fornminne      |
| Björksta 266:1                  | Hällristning                     |              | Björksta, Västmanland |               | 59.659827, 16.791092 | 10227602660001 | Ladda upp en bild av detta fornminne      |
| Björksta 267:1                  | Hällristning                     |              | Björksta, Västmanland |               | 59.659049, 16.791168 | 10227602670001 | Ladda upp en bild av detta fornminne      |
| Björksta 268:1                  | Hällristning                     |              | Björksta, Västmanland |               | 59.651735, 16.809489 | 10227602680001 | Ladda upp en bild av detta fornminne      |
| Björksta 268:2                  | Hällristning                     |              | Björksta, Västmanland |               | 59.651664, 16.809359 | 10227602680002 | Ladda upp en bild av detta fornminne      |
| Björksta 269:1                  | Hällristning                     |              | Björksta, Västmanland |               | 59.651590, 16.808541 | 10227602690001 | Ladda upp en bild av detta fornminne      |
| Björksta 273:1                  | Stensättning                     |              | Björksta, Västmanland |               | 59.670400, 16.833239 | 10227602730001 | Ladda upp en bild av detta fornminne      |
| Björksta 274:1                  | Stensättning                     |              | Björksta, Västmanland |               | 59.670393, 16.821822 | 10227602740001 | Ladda upp en bild av detta fornminne      |
| Björksta 275:1                  | Hällristning                     |              | Björksta, Västmanland |               | 59.671330, 16.818865 | 10227602750001 | Ladda upp en bild av detta fornminne      |
| Björksta 275:2                  | Hällristning                     |              | Björksta, Västmanland |               | 59.671403, 16.818537 | 10227602750002 | Ladda upp en bild av detta fornminne      |
| Björksta 276:2                  | Stensättning                     |              | Björksta, Västmanland |               | 59.672102, 16.819624 | 10227602760002 | Ladda upp en bild av detta fornminne      |
| Björksta 282:1                  | Hällristning                     |              | Björksta, Västmanland |               | 59.663589, 16.825816 | 10227602820001 | Ladda upp en bild av detta fornminne      |
| Björksta 282:2                  | Hällristning                     |              | Björksta, Västmanland |               | 59.663511, 16.825724 | 10227602820002 | Ladda upp en bild av detta fornminne      |
| Björksta 283:1                  | Hällristning                     |              | Björksta, Västmanland |               | 59.669416, 16.834369 | 10227602830001 | Ladda upp en bild av detta fornminne      |
| Björksta 284:1                  | Hällristning                     |              | Björksta, Västmanland |               | 59.666426, 16.839103 | 10227602840001 | Ladda upp en bild av detta fornminne      |
| Björksta 285:1                  | Hällristning                     |              | Björksta, Västmanland |               | 59.665943, 16.837740 | 10227602850001 | Ladda upp en bild av detta fornminne      |
| Björksta 285:2                  | Hällristning                     |              | Björksta, Västmanland |               | 59.666040, 16.837869 | 10227602850002 | Ladda upp en bild av detta fornminne      |
| Björksta 285:3                  | Hällristning                     |              | Björksta, Västmanland |               | 59.666051, 16.837596 | 10227602850003 | Ladda upp en bild av detta fornminne      |
| Björksta 286:1                  | Hällristning                     |              | Björksta, Västmanland |               | 59.664921, 16.835418 | 10227602860001 | Ladda upp en bild av detta fornminne      |
| Björksta 286:2                  | Hällristning                     |              | Björksta, Västmanland |               | 59.664660, 16.835265 | 10227602860002 | Ladda upp en bild av detta fornminne      |
| Björksta 287:1                  | Hällristning                     |              | Björksta, Västmanland |               | 59.664221, 16.844025 | 10227602870001 | Ladda upp en bild av detta fornminne      |
| Björksta 288:1                  | Hällristning                     |              | Björksta, Västmanland |               | 59.658914, 16.837035 | 10227602880001 | Ladda upp en bild av detta fornminne      |
| Björksta 289:2                  | Hällristning                     |              | Björksta, Västmanland |               | 59.654876, 16.855212 | 10227602890002 | Ladda upp en bild av detta fornminne      |
| Björksta 291:1                  | Stensättning                     |              | Björksta, Västmanland |               | 59.652708, 16.787510 | 10227602910001 | Ladda upp en bild av detta fornminne      |
| Björksta 294:1                  | Hällristning                     |              | Björksta, Västmanland |               | 59.654416, 16.787312 | 10227602940001 | Ladda upp en bild av detta fornminne      |
| Björksta 295:1                  | Röse                             |              | Björksta, Västmanland |               | 59.575402, 16.870786 | 10227602950001 | Ladda upp en bild av detta fornminne      |
| Björksta 298:1                  | Stensättning                     |              | Björksta, Västmanland |               | 59.581681, 16.872973 | 10227602980001 | Ladda upp en bild av detta fornminne      |
| Björksta 298:2                  | Hög                              |              | Björksta, Västmanland |               | 59.581803, 16.872893 | 10227602980002 | Ladda upp en bild av detta fornminne      |
| Björksta 300:1                  | Stensättning                     |              | Björksta, Västmanland |               | 59.579339, 16.881354 | 10227603000001 | Ladda upp en bild av detta fornminne      |
| Björksta 304:1                  | Stensättning                     |              | Björksta, Västmanland |               | 59.591373, 16.879637 | 10227603040001 | Ladda upp en bild av detta fornminne      |
| Björksta 304:2                  | Stensättning                     |              | Björksta, Västmanland |               | 59.591640, 16.879120 | 10227603040002 | Ladda upp en bild av detta fornminne      |
| Björksta 306:1                  | Stensättning                     |              | Björksta, Västmanland |               | 59.591627, 16.868846 | 10227603060001 | Ladda upp en bild av detta fornminne      |
| Björksta 317:1                  | Hällristning                     |              | Björksta, Västmanland |               | 59.652232, 16.804466 | 10227603170001 | Ladda upp en bild av detta fornminne      |
| Björksta 317:2                  | Hällristning                     |              | Björksta, Västmanland |               | 59.652286, 16.803687 | 10227603170002 | Ladda upp en bild av detta fornminne      |
| Björksta 320:1                  | Hällristning                     |              | Björksta, Västmanland |               | 59.668928, 16.829136 | 10227603200001 | Ladda upp en bild av detta fornminne      |
| Björksta 320:2                  | Hällristning                     |              | Björksta, Västmanland |               | 59.669003, 16.828813 | 10227603200002 | Ladda upp en bild av detta fornminne      |
| Björksta 322:1                  | Gravfält                         |              | Björksta, Västmanland |               | 59.672883, 16.842660 | 10227603220001 | Ladda upp en bild av detta fornminne      |
| Björksta 323:1                  | Grav markerad av sten/block      |              | Björksta, Västmanland |               | 59.673362, 16.841588 | 10227603230001 | Ladda upp en bild av detta fornminne      |
| Björksta 323:2                  | Grav markerad av sten/block      |              | Björksta, Västmanland |               | 59.673242, 16.841705 | 10227603230002 | Ladda upp en bild av detta fornminne      |
| Björksta 327:1                  | Stensättning                     |              | Björksta, Västmanland |               | 59.690408, 16.816397 | 10227603270001 | Ladda upp en bild av detta fornminne      |
| Björksta 328:1                  | Stensättning                     |              | Björksta, Västmanland |               | 59.692246, 16.805610 | 10227603280001 | Ladda upp en bild av detta fornminne      |
| Björksta 329:1                  | Grav- och boplatsområde          |              | Björksta, Västmanland |               | 59.692897, 16.808699 | 10227603290001 | Ladda upp en bild av detta fornminne      |
| Björksta 330:1                  | Gravfält                         |              | Björksta, Västmanland |               | 59.684241, 16.819426 | 10227603300001 | Ladda upp en bild av detta fornminne      |
| Björksta 331:1                  | Stensättning                     |              | Björksta, Västmanland |               | 59.685635, 16.818404 | 10227603310001 | Ladda upp en bild av detta fornminne      |
| Björksta 332:1                  | Hällristning                     |              | Björksta, Västmanland |               | 59.681100, 16.821408 | 10227603320001 | Ladda upp en bild av detta fornminne      |
| Björksta 334:1                  | Hällristning                     |              | Björksta, Västmanland |               | 59.679662, 16.836399 | 10227603340001 | Ladda upp en bild av detta fornminne      |
| Björksta 338:1                  | Hällristning                     |              | Björksta, Västmanland |               | 59.668601, 16.757562 | 10227603380001 | Ladda upp en bild av detta fornminne      |
| Björksta 338:2                  | Hällristning                     |              | Björksta, Västmanland |               | 59.668868, 16.756711 | 10227603380002 | Ladda upp en bild av detta fornminne      |
| Björksta 339:1                  | Hällristning                     |              | Björksta, Västmanland |               | 59.666350, 16.763236 | 10227603390001 | Ladda upp en bild av detta fornminne      |
| Björksta 340:1                  | Hällristning                     |              | Björksta, Västmanland |               | 59.660486, 16.764430 | 10227603400001 | Ladda upp en bild av detta fornminne      |
| Björksta 341:1                  | Gravfält                         |              | Björksta, Västmanland |               | 59.662922, 16.768176 | 10227603410001 | Ladda upp en bild av detta fornminne      |
| Björksta 342:1                  | Hällristning                     |              | Björksta, Västmanland |               | 59.661214, 16.771534 | 10227603420001 | Ladda upp en bild av detta fornminne      |
| Björksta 343:1                  | Hällristning                     |              | Björksta, Västmanland |               | 59.658648, 16.779428 | 10227603430001 | Ladda upp en bild av detta fornminne      |
| Björksta 344:1                  | Stensättning                     |              | Björksta, Västmanland |               | 59.662636, 16.778881 | 10227603440001 | Ladda upp en bild av detta fornminne      |
| Björksta 345:1                  | Stensättning                     |              | Björksta, Västmanland |               | 59.664577, 16.776131 | 10227603450001 | Ladda upp en bild av detta fornminne      |
| Björksta 346:1                  | Hög                              |              | Björksta, Västmanland |               | 59.658705, 16.771275 | 10227603460001 | Ladda upp en bild av detta fornminne      |
| Björksta 346:2                  | Hög                              |              | Björksta, Västmanland |               | 59.658619, 16.771658 | 10227603460002 | Ladda upp en bild av detta fornminne      |
| Björksta 347:1                  | Hällristning                     |              | Björksta, Västmanland |               | 59.655214, 16.763345 | 10227603470001 | Ladda upp en bild av detta fornminne      |
| Björksta 348:1                  | Stensättning                     |              | Björksta, Västmanland |               | 59.578064, 16.862508 | 10227603480001 | Ladda upp en bild av detta fornminne      |
| Björksta 348:2                  | Stensättning                     |              | Björksta, Västmanland |               | 59.577775, 16.863050 | 10227603480002 | Ladda upp en bild av detta fornminne      |
| Björksta 349:1                  | Stensättning                     |              | Björksta, Västmanland |               | 59.577427, 16.863954 | 10227603490001 | Ladda upp en bild av detta fornminne      |
| Björksta 350:1                  | Stensättning                     |              | Björksta, Västmanland |               | 59.575556, 16.856543 | 10227603500001 | Ladda upp en bild av detta fornminne      |
| Björksta 350:2                  | Stensättning                     |              | Björksta, Västmanland |               | 59.575438, 16.856745 | 10227603500002 | Ladda upp en bild av detta fornminne      |
| Björksta 351:1                  | Stensättning                     |              | Björksta, Västmanland |               | 59.573310, 16.861458 | 10227603510001 | Ladda upp en bild av detta fornminne      |
| Björksta 355:1                  | Stensättning                     |              | Björksta, Västmanland |               | 59.615825, 16.852855 | 10227603550001 | Ladda upp en bild av detta fornminne      |
| Björksta 355:2                  | Stensättning                     |              | Björksta, Västmanland |               | 59.615884, 16.853087 | 10227603550002 | Ladda upp en bild av detta fornminne      |
| Björksta 357:1                  | Hällristning                     |              | Björksta, Västmanland |               | 59.617841, 16.866879 | 10227603570001 | Ladda upp en bild av detta fornminne      |
| Björksta 358:1                  | Hällristning                     |              | Björksta, Västmanland |               | 59.620293, 16.865804 | 10227603580001 | Ladda upp en bild av detta fornminne      |
| Björksta 358:2                  | Hög                              |              | Björksta, Västmanland |               | 59.620000, 16.866001 | 10227603580002 | Ladda upp en bild av detta fornminne      |
| Björksta 358:3                  | Hällristning                     |              | Björksta, Västmanland |               | 59.620297, 16.866210 | 10227603580003 | Ladda upp en bild av detta fornminne      |
| Björksta 359:1                  | Hällristning                     |              | Björksta, Västmanland |               | 59.625877, 16.860765 | 10227603590001 | Ladda upp en bild av detta fornminne      |
| Björksta 359:2                  | Hällristning                     |              | Björksta, Västmanland |               | 59.625595, 16.861238 | 10227603590002 | Ladda upp en bild av detta fornminne      |
| Björksta 360:1                  | Stensättning                     |              | Björksta, Västmanland |               | 59.628910, 16.842098 | 10227603600001 | Ladda upp en bild av detta fornminne      |
| Björksta 361:1                  | Stensättning                     |              | Björksta, Västmanland |               | 59.627670, 16.844458 | 10227603610001 | Ladda upp en bild av detta fornminne      |
| Björksta 363:1                  | Grav markerad av sten/block      |              | Björksta, Västmanland |               | 59.624791, 16.863318 | 10227603630001 | Ladda upp en bild av detta fornminne      |
| Björksta 363:2                  | Grav markerad av sten/block      |              | Björksta, Västmanland |               | 59.624789, 16.863534 | 10227603630002 | Ladda upp en bild av detta fornminne      |
| Björksta 363:3                  | Grav markerad av sten/block      |              | Björksta, Västmanland |               | 59.624780, 16.863715 | 10227603630003 | Ladda upp en bild av detta fornminne      |
| Björksta 363:4                  | Hög                              |              | Björksta, Västmanland |               | 59.624436, 16.863708 | 10227603630004 | Ladda upp en bild av detta fornminne      |
| Björksta 365:1                  | Hällristning                     |              | Björksta, Västmanland |               | 59.656210, 16.750406 | 10227603650001 | Ladda upp en bild av detta fornminne      |
| Björksta 366:1                  | Hällristning                     |              | Björksta, Västmanland |               | 59.654514, 16.749772 | 10227603660001 | Ladda upp en bild av detta fornminne      |
| Björksta 366:2                  | Hällristning                     |              | Björksta, Västmanland |               | 59.654411, 16.749821 | 10227603660002 | Ladda upp en bild av detta fornminne      |
| Björksta 366:3                  | Hällristning                     |              | Björksta, Västmanland |               | 59.654493, 16.749996 | 10227603660003 | Ladda upp en bild av detta fornminne      |
| Björksta 367:1                  | Hällristning                     |              | Björksta, Västmanland |               | 59.654477, 16.753645 | 10227603670001 | Ladda upp en bild av detta fornminne      |
| Björksta 368:1                  | Hög                              |              | Björksta, Västmanland |               | 59.629745, 16.865071 | 10227603680001 | Ladda upp en bild av detta fornminne      |
| Björksta 368:2                  | Hög                              |              | Björksta, Västmanland |               | 59.629883, 16.864930 | 10227603680002 | Ladda upp en bild av detta fornminne      |
| Björksta 368:3                  | Grav markerad av sten/block      |              | Björksta, Västmanland |               | 59.629910, 16.865310 | 10227603680003 | Ladda upp en bild av detta fornminne      |
| Björksta 368:4                  | Grav markerad av sten/block      |              | Björksta, Västmanland |               | 59.629953, 16.865500 | 10227603680004 | Ladda upp en bild av detta fornminne      |
| Björksta 369:1                  | Hög                              |              | Björksta, Västmanland |               | 59.628158, 16.863016 | 10227603690001 | Ladda upp en bild av detta fornminne      |
| Björksta 370:1                  | Hällristning                     |              | Björksta, Västmanland |               | 59.627718, 16.857422 | 10227603700001 | Ladda upp en bild av detta fornminne      |
| Björksta 371:1                  | Hällristning                     |              | Björksta, Västmanland |               | 59.659698, 16.744829 | 10227603710001 | Ladda upp en bild av detta fornminne      |
| Björksta 372:1                  | Hällristning                     |              | Björksta, Västmanland |               | 59.660563, 16.747959 | 10227603720001 | Ladda upp en bild av detta fornminne      |
| Björksta 373:1                  | Hällristning                     |              | Björksta, Västmanland |               | 59.660494, 16.749614 | 10227603730001 | Ladda upp en bild av detta fornminne      |
| Björksta 374:1                  | Hällristning                     |              | Björksta, Västmanland |               | 59.658753, 16.745553 | 10227603740001 | Ladda upp en bild av detta fornminne      |
| Björksta 375:1                  | Stensättning                     |              | Björksta, Västmanland |               | 59.662895, 16.743357 | 10227603750001 | Ladda upp en bild av detta fornminne      |
| Björksta 379:1                  | Hög                              |              | Björksta, Västmanland |               | 59.648063, 16.750971 | 10227603790001 | Ladda upp en bild av detta fornminne      |
| Björksta 380:1                  | Hällristning                     |              | Björksta, Västmanland |               | 59.644971, 16.746812 | 10227603800001 | Ladda upp en bild av detta fornminne      |
| Björksta 383:1                  | Stensättning                     |              | Björksta, Västmanland |               | 59.636192, 16.754811 | 10227603830001 | Ladda upp en bild av detta fornminne      |
| Björksta 383:2                  | Stensättning                     |              | Björksta, Västmanland |               | 59.636301, 16.754594 | 10227603830002 | Ladda upp en bild av detta fornminne      |
| Björksta 385:1                  | Stensättning                     |              | Björksta, Västmanland |               | 59.644829, 16.759475 | 10227603850001 | Ladda upp en bild av detta fornminne      |
| Björksta 386:1                  | Hög                              |              | Björksta, Västmanland |               | 59.615688, 16.870080 | 10227603860001 | Ladda upp en bild av detta fornminne      |
| Björksta 386:2                  | Stensättning                     |              | Björksta, Västmanland |               | 59.615716, 16.869802 | 10227603860002 | Ladda upp en bild av detta fornminne      |
| Björksta 386:3                  | Stensättning                     |              | Björksta, Västmanland |               | 59.615830, 16.869947 | 10227603860003 | Ladda upp en bild av detta fornminne      |
| Björksta 386:4                  | Hällristning                     |              | Björksta, Västmanland |               | 59.615753, 16.869253 | 10227603860004 | Ladda upp en bild av detta fornminne      |
| Björksta 387:1                  | Stensättning                     |              | Björksta, Västmanland |               | 59.615531, 16.871122 | 10227603870001 | Ladda upp en bild av detta fornminne      |
| Björksta 389:1                  | Hällristning                     |              | Björksta, Västmanland |               | 59.638063, 16.780046 | 10227603890001 | Ladda upp en bild av detta fornminne      |
| Björksta 390:1                  | Gravfält                         |              | Björksta, Västmanland |               | 59.634687, 16.782395 | 10227603900001 | Ladda upp en bild av detta fornminne      |
| Björksta 391:1                  | Hällristning                     |              | Björksta, Västmanland |               | 59.641890, 16.770883 | 10227603910001 | Ladda upp en bild av detta fornminne      |
| Björksta 395:1                  | Stensättning                     |              | Björksta, Västmanland |               | 59.653303, 16.763669 | 10227603950001 | Ladda upp en bild av detta fornminne      |
| Björksta 396:1                  | Hällristning                     |              | Björksta, Västmanland |               | 59.652958, 16.764529 | 10227603960001 | Ladda upp en bild av detta fornminne      |
| Björksta 398:1                  | Hällristning                     |              | Björksta, Västmanland |               | 59.652440, 16.771702 | 10227603980001 | Ladda upp en bild av detta fornminne      |
| Björksta 398:2                  | Hällristning                     |              | Björksta, Västmanland |               | 59.652442, 16.771648 | 10227603980002 | Ladda upp en bild av detta fornminne      |
| Björksta 399:1                  | Gravfält                         |              | Björksta, Västmanland |               | 59.650364, 16.771330 | 10227603990001 | Ladda upp en bild av detta fornminne      |
| Björksta 401:1                  | Stensättning                     |              | Björksta, Västmanland |               | 59.653759, 16.767296 | 10227604010001 | Ladda upp en bild av detta fornminne      |
| Björksta 404:1                  | Stensättning                     |              | Björksta, Västmanland |               | 59.634953, 16.830475 | 10227604040001 | Ladda upp en bild av detta fornminne      |
| Björksta 406:1                  | Stensättning                     |              | Björksta, Västmanland |               | 59.636979, 16.822335 | 10227604060001 | Ladda upp en bild av detta fornminne      |
| Björksta 408:1                  | Hög                              |              | Björksta, Västmanland |               | 59.636935, 16.823997 | 10227604080001 | Ladda upp en bild av detta fornminne      |
| Björksta 408:2                  | Stensättning                     |              | Björksta, Västmanland |               | 59.637052, 16.824220 | 10227604080002 | Ladda upp en bild av detta fornminne      |
| Björksta 408:3                  | Stensättning                     |              | Björksta, Västmanland |               | 59.637182, 16.824174 | 10227604080003 | Ladda upp en bild av detta fornminne      |
| Björksta 411:1                  | Hällristning                     |              | Björksta, Västmanland |               | 59.645859, 16.810855 | 10227604110001 | Ladda upp en bild av detta fornminne      |
| Björksta 413:1                  | Stensättning                     |              | Björksta, Västmanland |               | 59.650619, 16.840011 | 10227604130001 | Ladda upp en bild av detta fornminne      |
| Björksta 415:1                  | Minnesmärke                      |              | Björksta, Västmanland |               | 59.645241, 16.836389 | 10227604150001 | Ladda upp en bild av detta fornminne      |
| Björksta 416:1                  | Hällristning                     |              | Björksta, Västmanland |               | 59.643868, 16.837709 | 10227604160001 | Ladda upp en bild av detta fornminne      |
| Björksta 416:2                  | Hällristning                     |              | Björksta, Västmanland |               | 59.644046, 16.838179 | 10227604160002 | Ladda upp en bild av detta fornminne      |
| Björksta 417:1                  | Stensättning                     |              | Björksta, Västmanland |               | 59.641101, 16.849440 | 10227604170001 | Ladda upp en bild av detta fornminne      |
| Björksta 418:1                  | Stensättning                     |              | Björksta, Västmanland |               | 59.650700, 16.850832 | 10227604180001 | Ladda upp en bild av detta fornminne      |
| Björksta 419:1                  | Gravfält                         |              | Björksta, Västmanland |               | 59.651393, 16.851317 | 10227604190001 | Ladda upp en bild av detta fornminne      |
| Björksta 420:1                  | Stensättning                     |              | Björksta, Västmanland |               | 59.650295, 16.858775 | 10227604200001 | Ladda upp en bild av detta fornminne      |
| Björksta 421:1                  | Stensättning                     |              | Björksta, Västmanland |               | 59.649993, 16.850587 | 10227604210001 | Ladda upp en bild av detta fornminne      |
| Björksta 421:3                  | Stensättning                     |              | Björksta, Västmanland |               | 59.649911, 16.849612 | 10227604210003 | Ladda upp en bild av detta fornminne      |
| Björksta 423:1                  | Gravfält                         |              | Björksta, Västmanland |               | 59.592088, 16.872590 | 10227604230001 | Ladda upp en bild av detta fornminne      |
| Björksta 426:1                  | Stensättning                     |              | Björksta, Västmanland |               | 59.636998, 16.809373 | 10227604260001 | Ladda upp en bild av detta fornminne      |
| Björksta 428:1                  | Hällristning                     |              | Björksta, Västmanland |               | 59.639161, 16.851466 | 10227604280001 | Ladda upp en bild av detta fornminne      |
| Björksta 429:1                  | Hällristning                     |              | Björksta, Västmanland |               | 59.639695, 16.856627 | 10227604290001 | Ladda upp en bild av detta fornminne      |
| Björksta 430:1                  | Hällristning                     |              | Björksta, Västmanland |               | 59.639849, 16.848569 | 10227604300001 | Ladda upp en bild av detta fornminne      |
| Björksta 431:1                  | Hällristning                     |              | Björksta, Västmanland |               | 59.641048, 16.845662 | 10227604310001 | Ladda upp en bild av detta fornminne      |
| Björksta 432:1                  | Hällristning                     |              | Björksta, Västmanland |               | 59.640222, 16.844477 | 10227604320001 | Ladda upp en bild av detta fornminne      |
| Björksta 433:1                  | Hällristning                     |              | Björksta, Västmanland |               | 59.642100, 16.843856 | 10227604330001 | Ladda upp en bild av detta fornminne      |
| Björksta 434:1                  | Hällristning                     |              | Björksta, Västmanland |               | 59.642303, 16.842757 | 10227604340001 | Ladda upp en bild av detta fornminne      |
| Björksta 435:1                  | Hällristning                     |              | Björksta, Västmanland |               | 59.639798, 16.824934 | 10227604350001 | Ladda upp en bild av detta fornminne      |
| Björksta 436:1                  | Hällristning                     |              | Björksta, Västmanland |               | 59.642872, 16.823852 | 10227604360001 | Ladda upp en bild av detta fornminne      |
| Björksta 436:2                  | Hällristning                     |              | Björksta, Västmanland |               | 59.643219, 16.823891 | 10227604360002 | Ladda upp en bild av detta fornminne      |
| Björksta 437:1                  | Hällristning                     |              | Björksta, Västmanland |               | 59.643849, 16.826162 | 10227604370001 | Ladda upp en bild av detta fornminne      |
| Björksta 438:1                  | Hällristning                     |              | Björksta, Västmanland |               | 59.645330, 16.826294 | 10227604380001 | Ladda upp en bild av detta fornminne      |
| Björksta 438:2                  | Hällristning                     |              | Björksta, Västmanland |               | 59.645551, 16.825746 | 10227604380002 | Ladda upp en bild av detta fornminne      |
| Björksta 444:1                  | Röse                             |              | Björksta, Västmanland |               | 59.660585, 16.761118 | 10227604440001 | Ladda upp en bild av detta fornminne      |
| Björksta 445:1                  | Stensättning                     |              | Björksta, Västmanland |               | 59.661816, 16.756290 | 10227604450001 | Ladda upp en bild av detta fornminne      |
| Björksta 445:2                  | Stensättning                     |              | Björksta, Västmanland |               | 59.661728, 16.756074 | 10227604450002 | Ladda upp en bild av detta fornminne      |
| Björksta 450:1                  | Hällristning                     |              | Björksta, Västmanland |               | 59.645299, 16.825379 | 10227604500001 | Ladda upp en bild av detta fornminne      |
| Gränvadstorp (Björksta 451:1)   | Hällristning                     |              | Björksta, Västmanland |               | 59.662843, 16.780108 | 10227604510001 | Ladda upp en bild av detta fornminne      |
| Gränvadstorp (Björksta 451:2)   | Hällristning                     |              | Björksta, Västmanland |               | 59.662806, 16.780327 | 10227604510002 | Ladda upp en bild av detta fornminne      |
| Gränvadstorp (Björksta 451:3)   | Hällristning                     |              | Björksta, Västmanland |               | 59.662866, 16.779911 | 10227604510003 | Ladda upp en bild av detta fornminne      |
| Björksta 452:1                  | Hällristning                     |              | Björksta, Västmanland |               | 59.661106, 16.761870 | 10227604520001 | Ladda upp en bild av detta fornminne      |
| Björksta 453:1                  | Hällristning                     |              | Björksta, Västmanland |               | 59.660794, 16.762629 | 10227604530001 | Ladda upp en bild av detta fornminne      |
| Björksta 454:1                  | Hällristning                     |              | Björksta, Västmanland |               | 59.660015, 16.762221 | 10227604540001 | Ladda upp en bild av detta fornminne      |
| Björksta 455:1                  | Hällristning                     |              | Björksta, Västmanland |               | 59.659581, 16.762199 | 10227604550001 | Ladda upp en bild av detta fornminne      |
| Björksta 455:2                  | Hällristning                     |              | Björksta, Västmanland |               | 59.659496, 16.762415 | 10227604550002 | Ladda upp en bild av detta fornminne      |
| Björksta 455:3                  | Hällristning                     |              | Björksta, Västmanland |               | 59.659284, 16.762806 | 10227604550003 | Ladda upp en bild av detta fornminne      |
| Björksta 456:1                  | Hällristning                     |              | Björksta, Västmanland |               | 59.656990, 16.763560 | 10227604560001 | Ladda upp en bild av detta fornminne      |
| Björksta 457:1                  | Hällristning                     |              | Björksta, Västmanland |               | 59.657842, 16.763910 | 10227604570001 | Ladda upp en bild av detta fornminne      |
| Björksta 460:1                  | Hällristning                     |              | Björksta, Västmanland |               | 59.679339, 16.830247 | 10227604600001 | Ladda upp en bild av detta fornminne      |
| Björksta 461:1                  | Hällristning                     |              | Björksta, Västmanland |               | 59.677646, 16.829547 | 10227604610001 | Ladda upp en bild av detta fornminne      |
| Björksta 462:1                  | Hällristning                     |              | Björksta, Västmanland |               | 59.681315, 16.826553 | 10227604620001 | Ladda upp en bild av detta fornminne      |
| Björksta 472:1                  | Hällristning                     |              | Björksta, Västmanland |               | 59.664543, 16.799313 | 10227604720001 | Ladda upp en bild av detta fornminne      |
| Björksta 472:2                  | Hällristning                     |              | Björksta, Västmanland |               | 59.664578, 16.799613 | 10227604720002 | Ladda upp en bild av detta fornminne      |
| Björksta 473:1                  | Hällristning                     |              | Björksta, Västmanland |               | 59.664092, 16.799864 | 10227604730001 | Ladda upp en bild av detta fornminne      |
| Björksta 473:2                  | Hällristning                     |              | Björksta, Västmanland |               | 59.663995, 16.799648 | 10227604730002 | Ladda upp en bild av detta fornminne      |
| Björksta 473:3                  | Hällristning                     |              | Björksta, Västmanland |               | 59.663963, 16.800063 | 10227604730003 | Ladda upp en bild av detta fornminne      |
| Björksta 474:1                  | Hällristning                     |              | Björksta, Västmanland |               | 59.664949, 16.798530 | 10227604740001 | Ladda upp en bild av detta fornminne      |
| Björksta 475:1                  | Hällristning                     |              | Björksta, Västmanland |               | 59.666469, 16.809579 | 10227604750001 | Ladda upp en bild av detta fornminne      |
| Björksta 475:2                  | Hällristning                     |              | Björksta, Västmanland |               | 59.666452, 16.809542 | 10227604750002 | Ladda upp en bild av detta fornminne      |
| Björksta 476:1                  | Hällristning                     |              | Björksta, Västmanland |               | 59.666631, 16.802914 | 10227604760001 | Ladda upp en bild av detta fornminne      |
| Björksta 477:1                  | Hällristning                     |              | Björksta, Västmanland |               | 59.665013, 16.802249 | 10227604770001 | Ladda upp en bild av detta fornminne      |
| Björksta 478:1                  | Hällristning                     |              | Björksta, Västmanland |               | 59.664361, 16.803181 | 10227604780001 | Ladda upp en bild av detta fornminne      |
| Björksta 478:2                  | Hällristning                     |              | Björksta, Västmanland |               | 59.664479, 16.803053 | 10227604780002 | Ladda upp en bild av detta fornminne      |
| Björksta 478:3                  | Hällristning                     |              | Björksta, Västmanland |               | 59.664402, 16.803019 | 10227604780003 | Ladda upp en bild av detta fornminne      |
| Björksta 479:1                  | Hällristning                     |              | Björksta, Västmanland |               | 59.663874, 16.803695 | 10227604790001 | Ladda upp en bild av detta fornminne      |
| Björksta 480:1                  | Hällristning                     |              | Björksta, Västmanland |               | 59.666118, 16.838391 | 10227604800001 | Ladda upp en bild av detta fornminne      |
| Björksta 481:1                  | Hällristning                     |              | Björksta, Västmanland |               | 59.666469, 16.838242 | 10227604810001 | Ladda upp en bild av detta fornminne      |
| Björksta 482:1                  | Hällristning                     |              | Björksta, Västmanland |               | 59.665584, 16.832865 | 10227604820001 | Ladda upp en bild av detta fornminne      |
| Björksta 482:2                  | Hällristning                     |              | Björksta, Västmanland |               | 59.665681, 16.833046 | 10227604820002 | Ladda upp en bild av detta fornminne      |
| Björksta 482:3                  | Hällristning                     |              | Björksta, Västmanland |               | 59.665850, 16.833009 | 10227604820003 | Ladda upp en bild av detta fornminne      |
| Björksta 483:1                  | Hällristning                     |              | Björksta, Västmanland |               | 59.667052, 16.834970 | 10227604830001 | Ladda upp en bild av detta fornminne      |
| Björksta 483:2                  | Hällristning                     |              | Björksta, Västmanland |               | 59.667174, 16.835198 | 10227604830002 | Ladda upp en bild av detta fornminne      |
| Björksta 484:1                  | Hällristning                     |              | Björksta, Västmanland |               | 59.667276, 16.837557 | 10227604840001 | Ladda upp en bild av detta fornminne      |
| Björksta 485:1                  | Hällristning                     |              | Björksta, Västmanland |               | 59.667559, 16.839197 | 10227604850001 | Ladda upp en bild av detta fornminne      |
| Björksta 486:1                  | Hällristning                     |              | Björksta, Västmanland |               | 59.668420, 16.825458 | 10227604860001 | Ladda upp en bild av detta fornminne      |
| Björksta 487:1                  | Hällristning                     |              | Björksta, Västmanland |               | 59.668601, 16.829170 | 10227604870001 | Ladda upp en bild av detta fornminne      |
| Björksta 488:1                  | Hällristning                     |              | Björksta, Västmanland |               | 59.668960, 16.831378 | 10227604880001 | Ladda upp en bild av detta fornminne      |
| Björksta 489:1                  | Hällristning                     |              | Björksta, Västmanland |               | 59.668406, 16.830418 | 10227604890001 | Ladda upp en bild av detta fornminne      |
| Björksta 490:1                  | Hällristning                     |              | Björksta, Västmanland |               | 59.666417, 16.828852 | 10227604900001 | Ladda upp en bild av detta fornminne      |
| Björksta 493:1                  | Hällristning                     |              | Björksta, Västmanland |               | 59.664199, 16.805031 | 10227604930001 | Ladda upp en bild av detta fornminne      |
| Björksta 494:1                  | Hällristning                     |              | Björksta, Västmanland |               | 59.663225, 16.838056 | 10227604940001 | Ladda upp en bild av detta fornminne      |
| Björksta 523                    | Gravfält                         |              | Björksta, Västmanland |               | 59.630079, 16.866333 | 12000000004146 | Ladda upp en bild av detta fornminne      |
| Björksta 526                    | Hällristning                     |              | Björksta, Västmanland |               | 59.628203, 16.857252 | 12000000008772 | Ladda upp en bild av detta fornminne      |
| Björksta 527                    | Hällristning                     |              | Björksta, Västmanland |               | 59.628131, 16.857159 | 12000000008776 | Ladda upp en bild av detta fornminne      |
| Björksta 528                    | Hällristning                     |              | Björksta, Västmanland |               | 59.627745, 16.858322 | 12000000008780 | Ladda upp en bild av detta fornminne      |
| Björksta 529                    | Hällristning                     |              | Björksta, Västmanland |               | 59.627516, 16.860391 | 12000000008795 | Ladda upp en bild av detta fornminne      |
| Björksta 530                    | Hällristning                     |              | Björksta, Västmanland |               | 59.623232, 16.863469 | 12000000008797 | Ladda upp en bild av detta fornminne      |
| Björksta 531                    | Hällristning                     |              | Björksta, Västmanland |               | 59.624074, 16.861149 | 12000000008808 | Ladda upp en bild av detta fornminne      |
| Björksta 532                    | Hällristning                     |              | Björksta, Västmanland |               | 59.628641, 16.861186 | 12000000008816 | Ladda upp en bild av detta fornminne      |
| Björksta 533                    | Hällristning                     |              | Björksta, Västmanland |               | 59.628700, 16.857431 | 12000000008819 | Ladda upp en bild av detta fornminne      |
| Björksta 534                    | Hällristning                     |              | Björksta, Västmanland |               | 59.628807, 16.857245 | 12000000008821 | Ladda upp en bild av detta fornminne      |
| Björksta 535                    | Hällristning                     |              | Björksta, Västmanland |               | 59.633167, 16.851859 | 12000000011294 | Ladda upp en bild av detta fornminne      |
| Björksta 536                    | Grav markerad av sten/block      |              | Björksta, Västmanland |               | 59.655653, 16.737286 | 12000000011468 | Ladda upp en bild av detta fornminne      |
| Björksta 537                    | Stensättning                     |              | Björksta, Västmanland |               | 59.655116, 16.738865 | 12000000011491 | Ladda upp en bild av detta fornminne      |
| Björksta 539                    | Hällristning                     |              | Björksta, Västmanland |               | 59.662665, 16.840594 | 12000000012625 | Ladda upp en bild av detta fornminne      |
| Björksta 540                    | Hällristning                     |              | Björksta, Västmanland |               | 59.662822, 16.842719 | 12000000012627 | Ladda upp en bild av detta fornminne      |
| Björksta 541                    | Hällristning                     |              | Björksta, Västmanland |               | 59.662399, 16.843192 | 12000000012653 | Ladda upp en bild av detta fornminne      |
| Björksta 542                    | Hällristning                     |              | Björksta, Västmanland |               | 59.662032, 16.841108 | 12000000012655 | Ladda upp en bild av detta fornminne      |
| Björksta 543                    | Hällristning                     |              | Björksta, Västmanland |               | 59.662191, 16.806735 | 12000000014703 | Ladda upp en bild av detta fornminne      |
| Björksta 544                    | Hällristning                     |              | Björksta, Västmanland |               | 59.662016, 16.806000 | 12000000014706 | Ladda upp en bild av detta fornminne      |
| Björksta 545                    | Hällristning                     |              | Björksta, Västmanland |               | 59.660073, 16.791298 | 12000000014730 | Ladda upp en bild av detta fornminne      |
| Björksta 546                    | Hällristning                     |              | Björksta, Västmanland |               | 59.652185, 16.809435 | 12000000015142 | Ladda upp en bild av detta fornminne      |
| Björksta 547                    | Hällristning                     |              | Björksta, Västmanland |               | 59.649392, 16.809838 | 12000000015144 | Ladda upp en bild av detta fornminne      |
| Björksta 548                    | Hällristning                     |              | Björksta, Västmanland |               | 59.649322, 16.810386 | 12000000015158 | Ladda upp en bild av detta fornminne      |
| Björksta 549                    | Hällristning                     |              | Björksta, Västmanland |               | 59.650420, 16.808572 | 12000000015160 | Ladda upp en bild av detta fornminne      |
| Björksta 550                    | Hällristning                     |              | Björksta, Västmanland |               | 59.669991, 16.837283 | 12000000015162 | Ladda upp en bild av detta fornminne      |
| Björksta 551                    | Hällristning                     |              | Björksta, Västmanland |               | 59.670020, 16.837373 | 12000000015181 | Ladda upp en bild av detta fornminne      |
| Björksta 552                    | Hällristning                     |              | Björksta, Västmanland |               | 59.669973, 16.836919 | 12000000015187 | Ladda upp en bild av detta fornminne      |
| Björksta 553                    | Hällristning                     |              | Björksta, Västmanland |               | 59.671409, 16.839018 | 12000000015223 | Ladda upp en bild av detta fornminne      |
| Björksta 554                    | Hällristning                     |              | Björksta, Västmanland |               | 59.669172, 16.827858 | 12000000015229 | Ladda upp en bild av detta fornminne      |
| Björksta 555                    | Hällristning                     |              | Björksta, Västmanland |               | 59.669631, 16.828725 | 12000000015652 | Ladda upp en bild av detta fornminne      |
| Björksta 560                    | Hällristning                     |              | Björksta, Västmanland |               | 59.656414, 16.789115 | 12000000041020 | Ladda upp en bild av detta fornminne      |
| Björksta 561                    | Hällristning                     |              | Björksta, Västmanland |               | 59.660059, 16.791406 | 12000000041022 | Ladda upp en bild av detta fornminne      |
| Björksta 562                    | Hällristning                     |              | Björksta, Västmanland |               | 59.658087, 16.789542 | 12000000041024 | Ladda upp en bild av detta fornminne      |
| Björksta 563                    | Hällristning                     |              | Björksta, Västmanland |               | 59.656853, 16.789048 | 12000000041036 | Ladda upp en bild av detta fornminne      |
| Björksta 564                    | Hällristning                     |              | Björksta, Västmanland |               | 59.656920, 16.788904 | 12000000041076 | Ladda upp en bild av detta fornminne      |
| Björksta 565                    | Hällristning                     |              | Björksta, Västmanland |               | 59.656660, 16.788660 | 12000000041082 | Ladda upp en bild av detta fornminne      |
| Björksta 566                    | Hällristning                     |              | Björksta, Västmanland |               | 59.656754, 16.787569 | 12000000042159 | Ladda upp en bild av detta fornminne      |
| Björksta 567                    | Hällristning                     |              | Björksta, Västmanland |               | 59.656722, 16.787514 | 12000000042162 | Ladda upp en bild av detta fornminne      |
| Björksta 569                    | Hällristning                     |              | Björksta, Västmanland |               | 59.657408, 16.785854 | 12000000047568 | Ladda upp en bild av detta fornminne      |
| Björksta 570                    | Hällristning                     |              | Björksta, Västmanland |               | 59.657071, 16.785417 | 12000000047570 | Ladda upp en bild av detta fornminne      |
| Björksta 571                    | Hällristning                     |              | Björksta, Västmanland |               | 59.656938, 16.785399 | 12000000047572 | Ladda upp en bild av detta fornminne      |
| Björksta 572                    | Hällristning                     |              | Björksta, Västmanland |               | 59.656902, 16.785398 | 12000000047574 | Ladda upp en bild av detta fornminne      |
| Björksta 573                    | Hällristning                     |              | Björksta, Västmanland |               | 59.658123, 16.784278 | 12000000047577 | Ladda upp en bild av detta fornminne      |
| Björksta 574                    | Hällristning                     |              | Björksta, Västmanland |               | 59.662883, 16.790322 | 12000000047689 | Ladda upp en bild av detta fornminne      |
| Björksta 575                    | Hällristning                     |              | Björksta, Västmanland |               | 59.663242, 16.791126 | 12000000047691 | Ladda upp en bild av detta fornminne      |
| Björksta 576                    | Hällristning                     |              | Björksta, Västmanland |               | 59.660760, 16.809700 | 12000000047825 | Ladda upp en bild av detta fornminne      |
| Björksta 577                    | Hällristning                     |              | Björksta, Västmanland |               | 59.660883, 16.809879 | 12000000047859 | Ladda upp en bild av detta fornminne      |
| Björksta 578                    | Hällristning                     |              | Björksta, Västmanland |               | 59.660860, 16.809244 | 12000000047861 | Ladda upp en bild av detta fornminne      |
| Björksta 579                    | Hällristning                     |              | Björksta, Västmanland |               | 59.661290, 16.807313 | 12000000047890 | Ladda upp en bild av detta fornminne      |
| Björksta 580                    | Hällristning                     |              | Björksta, Västmanland |               | 59.661292, 16.807528 | 12000000047933 | Ladda upp en bild av detta fornminne      |
| Björksta 581                    | Hällristning                     |              | Björksta, Västmanland |               | 59.661223, 16.807439 | 12000000047935 | Ladda upp en bild av detta fornminne      |
| Björksta 582                    | Hällristning                     |              | Björksta, Västmanland |               | 59.662607, 16.806884 | 12000000047957 | Ladda upp en bild av detta fornminne      |
| Björksta 583                    | Hällristning                     |              | Björksta, Västmanland |               | 59.662081, 16.806191 | 12000000048121 | Ladda upp en bild av detta fornminne      |
| Björksta 584                    | Hällristning                     |              | Björksta, Västmanland |               | 59.662407, 16.811804 | 12000000048200 | Ladda upp en bild av detta fornminne      |
| Björksta 585                    | Hällristning                     |              | Björksta, Västmanland |               | 59.662648, 16.807485 | 12000000048258 | Ladda upp en bild av detta fornminne      |
| Björksta 591                    | Hällristning                     |              | Björksta, Västmanland |               | 59.647053, 16.757902 | 12000000081933 | Ladda upp en bild av detta fornminne      |
| Björksta 592                    | Hällristning                     |              | Björksta, Västmanland |               | 59.647274, 16.757858 | 12000000081936 | Ladda upp en bild av detta fornminne      |
| Björksta 593                    | Hällristning                     |              | Björksta, Västmanland |               | 59.648881, 16.763663 | 12000000081938 | Ladda upp en bild av detta fornminne      |
| Björksta 594                    | Hällristning                     |              | Björksta, Västmanland |               | 59.647040, 16.758188 | 12000000081940 | Ladda upp en bild av detta fornminne      |
| Björksta 595                    | Hällristning                     |              | Björksta, Västmanland |               | 59.652762, 16.756111 | 12000000081942 | Ladda upp en bild av detta fornminne      |
| Björksta 596                    | Hällristning                     |              | Björksta, Västmanland |               | 59.651538, 16.760035 | 12000000081944 | Ladda upp en bild av detta fornminne      |
| Björksta 597                    | Hällristning                     |              | Björksta, Västmanland |               | 59.649574, 16.762626 | 12000000081946 | Ladda upp en bild av detta fornminne      |
| Björksta 598                    | Hällristning                     |              | Björksta, Västmanland |               | 59.649398, 16.762678 | 12000000081948 | Ladda upp en bild av detta fornminne      |
| Björksta 599                    | Hällristning                     |              | Björksta, Västmanland |               | 59.649284, 16.763059 | 12000000081950 | Ladda upp en bild av detta fornminne      |
| Björksta 600                    | Hällristning                     |              | Björksta, Västmanland |               | 59.653015, 16.755194 | 12000000081952 | Ladda upp en bild av detta fornminne      |
| Björksta 601                    | Hällristning                     |              | Björksta, Västmanland |               | 59.647343, 16.757803 | 12000000081954 | Ladda upp en bild av detta fornminne      |
| Borgen (Björksta 604)           | Lägenhetsbebyggelse              |              | Björksta, Västmanland |               | 59.654591, 16.778993 | 12000000082637 | Ladda upp en bild av detta fornminne      |
| Storgårdstomten (Björksta 607)  | Slott/herresäte                  |              | Björksta, Västmanland |               | 59.657570, 16.784624 | 12000000082640 | Ladda upp en bild av detta fornminne      |
| Björksta 608                    | Hällristning                     |              | Björksta, Västmanland |               | 59.656064, 16.783975 | 12000000082641 | Ladda upp en bild av detta fornminne      |
| Björksta 609                    | Husgrund, förhistorisk/medeltida |              | Björksta, Västmanland |               | 59.659396, 16.782210 | 12000000082642 | Ladda upp en bild av detta fornminne      |
| Björksta 613                    | Stensättning                     |              | Björksta, Västmanland |               | 59.654623, 16.778742 | 12000000082646 | Ladda upp en bild av detta fornminne      |
| Björksta 615                    | Hällristning                     |              | Björksta, Västmanland |               | 59.665822, 16.806741 | 12000000083681 | Ladda upp en bild av detta fornminne      |
| Björksta 616                    | Hällristning                     |              | Björksta, Västmanland |               | 59.665504, 16.805935 | 12000000083683 | Ladda upp en bild av detta fornminne      |
| Björksta 617                    | Hällristning                     |              | Björksta, Västmanland |               | 59.663421, 16.805231 | 12000000083685 | Ladda upp en bild av detta fornminne      |
| Björksta 618                    | Hällristning                     |              | Björksta, Västmanland |               | 59.666071, 16.811246 | 12000000083687 | Ladda upp en bild av detta fornminne      |
| Björksta 619                    | Hällristning                     |              | Björksta, Västmanland |               | 59.666759, 16.809758 | 12000000083689 | Ladda upp en bild av detta fornminne      |
| Björksta 622                    | Hällristning                     |              | Björksta, Västmanland |               | 59.683745, 16.823284 | 12000000084254 | Ladda upp en bild av detta fornminne      |
| Björksta 625                    | Hällristning                     |              | Björksta, Västmanland |               | 59.683120, 16.823046 | 12000000084258 | Ladda upp en bild av detta fornminne      |
| Björksta 626                    | Hällristning                     |              | Björksta, Västmanland |               | 59.657539, 16.837906 | 12000000084765 | Ladda upp en bild av detta fornminne      |
| Björksta 627                    | Hällristning                     |              | Björksta, Västmanland |               | 59.656998, 16.836138 | 12000000084767 | Ladda upp en bild av detta fornminne      |
| Björksta 628                    | Hällristning                     |              | Björksta, Västmanland |               | 59.654499, 16.837385 | 12000000084769 | Ladda upp en bild av detta fornminne      |
| Björksta 629                    | Hällristning                     |              | Björksta, Västmanland |               | 59.657236, 16.834284 | 12000000084771 | Ladda upp en bild av detta fornminne      |
| Björksta 630                    | Hällristning                     |              | Björksta, Västmanland |               | 59.657073, 16.837293 | 12000000084773 | Ladda upp en bild av detta fornminne      |
| Björksta 631                    | Hällristning                     |              | Björksta, Västmanland |               | 59.653205, 16.837041 | 12000000084775 | Ladda upp en bild av detta fornminne      |
| Björksta 632                    | Hällristning                     |              | Björksta, Västmanland |               | 59.654181, 16.788116 | 12000000100026 | Ladda upp en bild av detta fornminne      |
| Björksta 633                    | Hällristning                     |              | Björksta, Västmanland |               | 59.654527, 16.787291 | 12000000100028 | Ladda upp en bild av detta fornminne      |
| Björksta 634                    | Hällristning                     |              | Björksta, Västmanland |               | 59.654048, 16.782282 | 12000000100031 | Ladda upp en bild av detta fornminne      |
| Björksta 635                    | Hällristning                     |              | Björksta, Västmanland |               | 59.653540, 16.790024 | 12000000100033 | Ladda upp en bild av detta fornminne      |
| Björksta 636                    | Hällristning                     |              | Björksta, Västmanland |               | 59.655187, 16.785981 | 12000000100035 | Ladda upp en bild av detta fornminne      |
| Björksta 637                    | Hällristning                     |              | Björksta, Västmanland |               | 59.654544, 16.784134 | 12000000100037 | Ladda upp en bild av detta fornminne      |
| Björksta 638                    | Hällristning                     |              | Björksta, Västmanland |               | 59.655105, 16.785813 | 12000000100039 | Ladda upp en bild av detta fornminne      |
| Björksta 639                    | Hällristning                     |              | Björksta, Västmanland |               | 59.654228, 16.788509 | 12000000100041 | Ladda upp en bild av detta fornminne      |
| Björksta 640                    | Hällristning                     |              | Björksta, Västmanland |               | 59.654941, 16.786409 | 12000000100043 | Ladda upp en bild av detta fornminne      |
| Björksta 641                    | Hällristning                     |              | Björksta, Västmanland |               | 59.655258, 16.786128 | 12000000100045 | Ladda upp en bild av detta fornminne      |
| Björksta 642                    | Hällristning                     |              | Björksta, Västmanland |               | 59.655002, 16.786558 | 12000000100047 | Ladda upp en bild av detta fornminne      |
| Björksta 643                    | Hällristning                     |              | Björksta, Västmanland |               | 59.654232, 16.787969 | 12000000100049 | Ladda upp en bild av detta fornminne      |
| Björksta 644                    | Stensättning                     |              | Björksta, Västmanland |               | 59.655114, 16.786035 | 12000000100051 | Ladda upp en bild av detta fornminne      |
| Björksta 645                    | Hällristning                     |              | Björksta, Västmanland |               | 59.654937, 16.786611 | 12000000100052 | Ladda upp en bild av detta fornminne      |
| Björksta 647                    | Hällristning                     |              | Björksta, Västmanland |               | 59.654278, 16.788367 | 12000000100055 | Ladda upp en bild av detta fornminne      |
| Björksta 648                    | Hällristning                     |              | Björksta, Västmanland |               | 59.654672, 16.783666 | 12000000100057 | Ladda upp en bild av detta fornminne      |
| Björksta 649                    | Hällristning                     |              | Björksta, Västmanland |               | 59.655042, 16.785395 | 12000000100059 | Ladda upp en bild av detta fornminne      |
| Björksta 650                    | Hällristning                     |              | Björksta, Västmanland |               | 59.653570, 16.788869 | 12000000100061 | Ladda upp en bild av detta fornminne      |
| Björksta 651                    | Hällristning                     |              | Björksta, Västmanland |               | 59.654592, 16.783419 | 12000000100063 | Ladda upp en bild av detta fornminne      |
| Björksta 652                    | Hällristning                     |              | Björksta, Västmanland |               | 59.655019, 16.785298 | 12000000100065 | Ladda upp en bild av detta fornminne      |
| Björksta 653                    | Hällristning                     |              | Björksta, Västmanland |               | 59.654063, 16.787728 | 12000000100067 | Ladda upp en bild av detta fornminne      |
| Björksta 654                    | Hällristning                     |              | Björksta, Västmanland |               | 59.654548, 16.783380 | 12000000100069 | Ladda upp en bild av detta fornminne      |
| Björksta 655                    | Hällristning                     |              | Björksta, Västmanland |               | 59.654461, 16.786458 | 12000000100071 | Ladda upp en bild av detta fornminne      |
| Björksta 656                    | Hällristning                     |              | Björksta, Västmanland |               | 59.654406, 16.783295 | 12000000100073 | Ladda upp en bild av detta fornminne      |
| Björksta 657                    | Hällristning                     |              | Björksta, Västmanland |               | 59.654404, 16.787743 | 12000000100075 | Ladda upp en bild av detta fornminne      |
| Björksta 658                    | Hällristning                     |              | Björksta, Västmanland |               | 59.654267, 16.782979 | 12000000100077 | Ladda upp en bild av detta fornminne      |
| Björksta 659                    | Hällristning                     |              | Björksta, Västmanland |               | 59.654474, 16.787530 | 12000000100079 | Ladda upp en bild av detta fornminne      |
| Björksta 660                    | Hällristning                     |              | Björksta, Västmanland |               | 59.656625, 16.783114 | 12000000121629 | Ladda upp en bild av detta fornminne      |
| Björksta 661                    | Hällristning                     |              | Björksta, Västmanland |               | 59.656532, 16.782998 | 12000000121631 | Ladda upp en bild av detta fornminne      |
| Björksta 662                    | Hällristning                     |              | Björksta, Västmanland |               | 59.656051, 16.782766 | 12000000121633 | Ladda upp en bild av detta fornminne      |
| Björksta 663                    | Hällristning                     |              | Björksta, Västmanland |               | 59.655648, 16.784900 | 12000000121635 | Ladda upp en bild av detta fornminne      |
| Björksta 664                    | Hällristning                     |              | Björksta, Västmanland |               | 59.656167, 16.783427 | 12000000121637 | Ladda upp en bild av detta fornminne      |
| Björksta 665                    | Hällristning                     |              | Björksta, Västmanland |               | 59.655770, 16.784859 | 12000000121639 | Ladda upp en bild av detta fornminne      |
| Björksta 666                    | Hällristning                     |              | Björksta, Västmanland |               | 59.654773, 16.781281 | 12000000121641 | Ladda upp en bild av detta fornminne      |
| Björksta 667                    | Hällristning                     |              | Björksta, Västmanland |               | 59.655737, 16.781912 | 12000000121643 | Ladda upp en bild av detta fornminne      |
| Björksta 668                    | Hällristning                     |              | Björksta, Västmanland |               | 59.654768, 16.783499 | 12000000121645 | Ladda upp en bild av detta fornminne      |
| Björksta 669                    | Hällristning                     |              | Björksta, Västmanland |               | 59.656144, 16.783951 | 12000000121647 | Ladda upp en bild av detta fornminne      |
| Björksta 670                    | Hällristning                     |              | Björksta, Västmanland |               | 59.654777, 16.781931 | 12000000121649 | Ladda upp en bild av detta fornminne      |
| Björksta 671                    | Hällristning                     |              | Björksta, Västmanland |               | 59.654835, 16.781496 | 12000000121651 | Ladda upp en bild av detta fornminne      |
| Björksta 672                    | Hällristning                     |              | Björksta, Västmanland |               | 59.655529, 16.783722 | 12000000121654 | Ladda upp en bild av detta fornminne      |
| Björksta 673                    | Hällristning                     |              | Björksta, Västmanland |               | 59.656280, 16.783521 | 12000000121656 | Ladda upp en bild av detta fornminne      |
| Björksta 674                    | Hällristning                     |              | Björksta, Västmanland |               | 59.655214, 16.784053 | 12000000121659 | Ladda upp en bild av detta fornminne      |
| Björksta 675                    | Hällristning                     |              | Björksta, Västmanland |               | 59.655184, 16.782046 | 12000000121661 | Ladda upp en bild av detta fornminne      |
| Björksta 676                    | Hällristning                     |              | Björksta, Västmanland |               | 59.656180, 16.783886 | 12000000121663 | Ladda upp en bild av detta fornminne      |
| Björksta 677                    | Hällristning                     |              | Björksta, Västmanland |               | 59.656446, 16.784465 | 12000000121665 | Ladda upp en bild av detta fornminne      |
| Björksta 678                    | Hällristning                     |              | Björksta, Västmanland |               | 59.655777, 16.781773 | 12000000121667 | Ladda upp en bild av detta fornminne      |
| Björksta 679                    | Hällristning                     |              | Björksta, Västmanland |               | 59.655338, 16.781727 | 12000000121669 | Ladda upp en bild av detta fornminne      |
| Björksta 680                    | Hällristning                     |              | Björksta, Västmanland |               | 59.654802, 16.783453 | 12000000121671 | Ladda upp en bild av detta fornminne      |
| Björksta 681                    | Hällristning                     |              | Björksta, Västmanland |               | 59.656766, 16.784698 | 12000000121673 | Ladda upp en bild av detta fornminne      |
| Björksta 682                    | Hällristning                     |              | Björksta, Västmanland |               | 59.655649, 16.782390 | 12000000121675 | Ladda upp en bild av detta fornminne      |
| Björksta 683                    | Hällristning                     |              | Björksta, Västmanland |               | 59.654872, 16.783444 | 12000000121677 | Ladda upp en bild av detta fornminne      |
| Björksta 684                    | Hällristning                     |              | Björksta, Västmanland |               | 59.656904, 16.784325 | 12000000121679 | Ladda upp en bild av detta fornminne      |
| Björksta 685                    | Hällristning                     |              | Björksta, Västmanland |               | 59.654893, 16.783372 | 12000000121681 | Ladda upp en bild av detta fornminne      |
| Björksta 686                    | Hällristning                     |              | Björksta, Västmanland |               | 59.657086, 16.782679 | 12000000121683 | Ladda upp en bild av detta fornminne      |
| Björksta 687                    | Hällristning                     |              | Björksta, Västmanland |               | 59.656000, 16.785343 | 12000000121685 | Ladda upp en bild av detta fornminne      |
| Björksta 688                    | Hällristning                     |              | Björksta, Västmanland |               | 59.655312, 16.783066 | 12000000121687 | Ladda upp en bild av detta fornminne      |